# 迎海

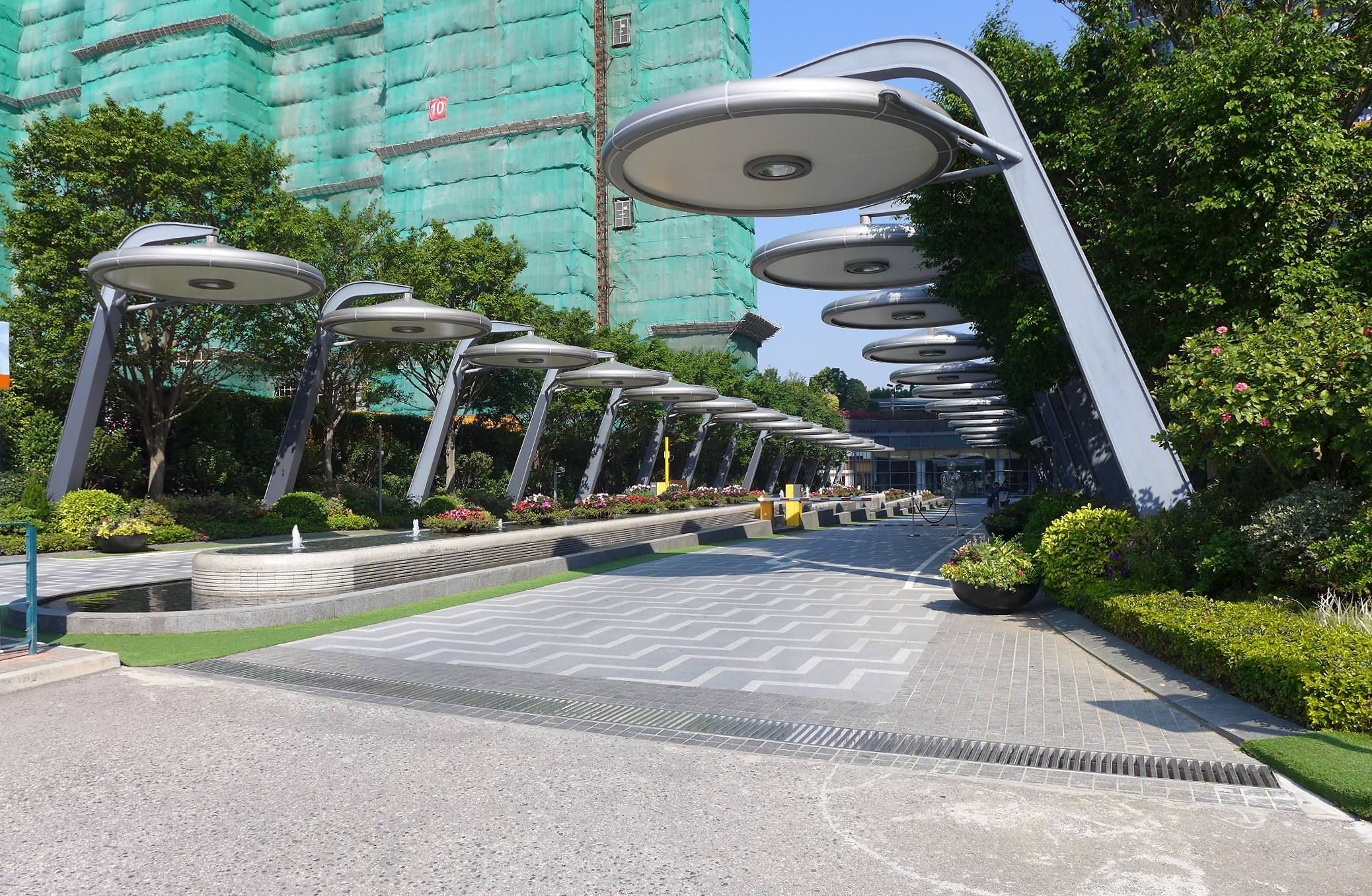
正門入口迎海大道廣場

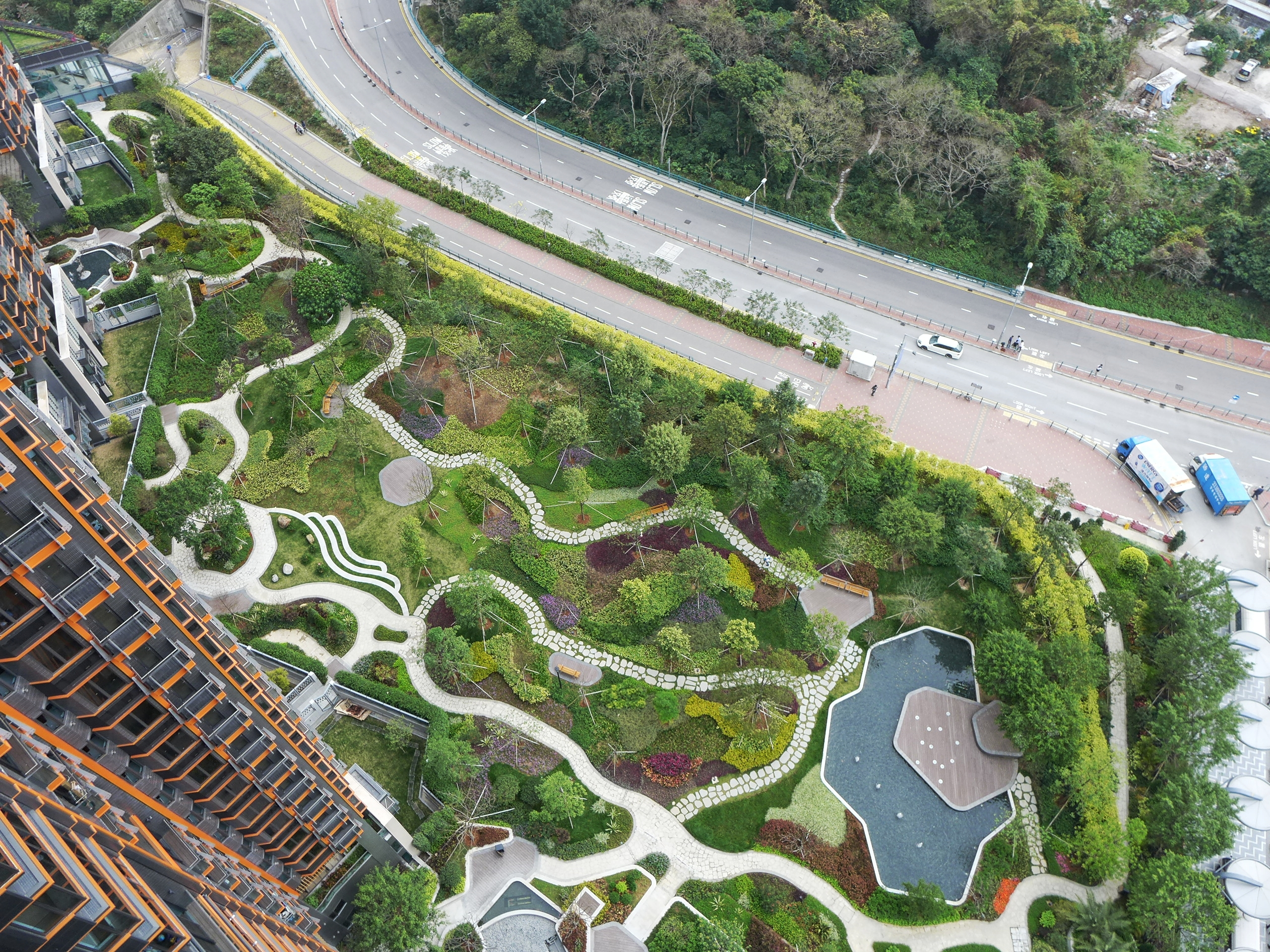
迎海第1期園林

迎海是由恆基兆業牽頭，新世界發展及培新集團合作發展，位於香港新界馬鞍山新市鎮落禾沙烏溪沙路8號的大型住宅項目，設21幢住宅，合共提供約3,500個單位。

## 背景
迎海坐落於港鐵烏溪沙站側，面向吐露港，緊鄰獲CNN選為「香港欣賞浪漫夕陽的最佳海灘」的烏溪沙沙灘 。地盤位於落禾沙「綜合發展區（一）」的用地，佔地約137萬平方呎，分為5期發展。發展商與政府就補地價拉鋸近3年，地政總署於2009年5月批出補地價金額95.97億港元，遠高於發展商預計逾60億元的水平而決定上訴。但隨著樓價持續上升，上訴後的補地價可能較原先為多，發展商最終在10月接納補地價金額，平均呎價約3,243元。而市場估計開售時，參考同區臨海一手項目呎價的意向呎價至少1.2萬元。

## 發展

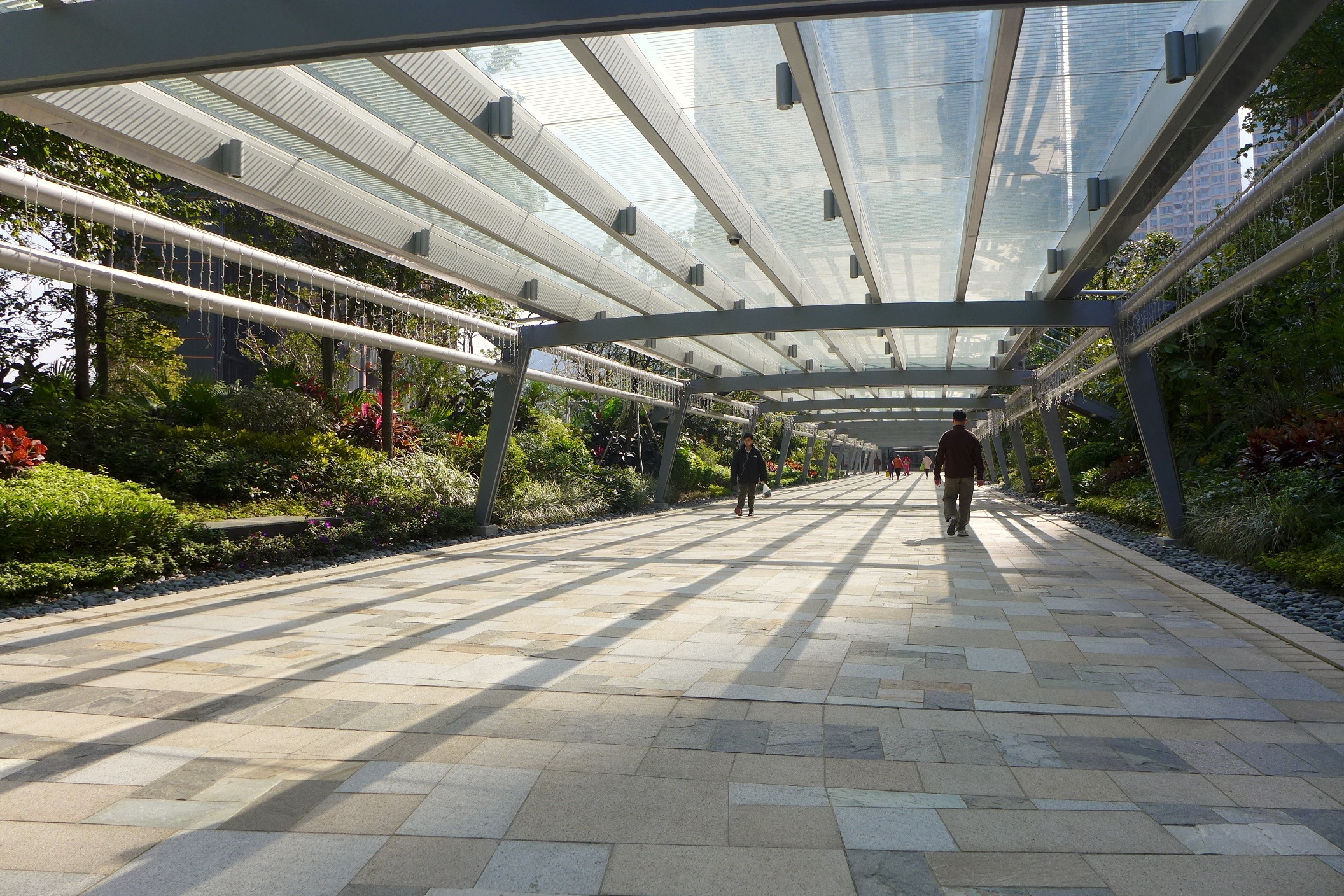
位於平台的24小時公眾行人通道

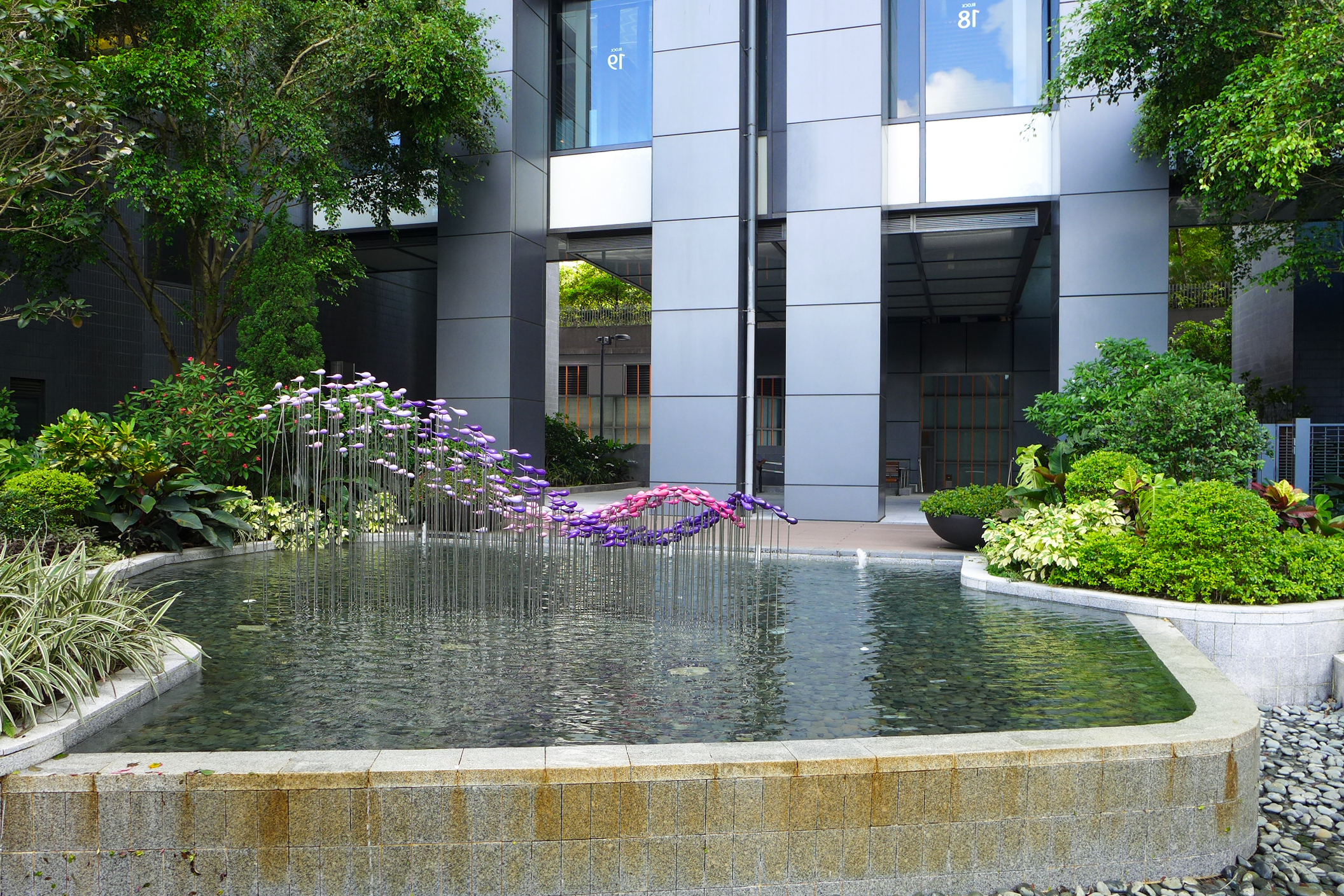
迎海第二期地下水池

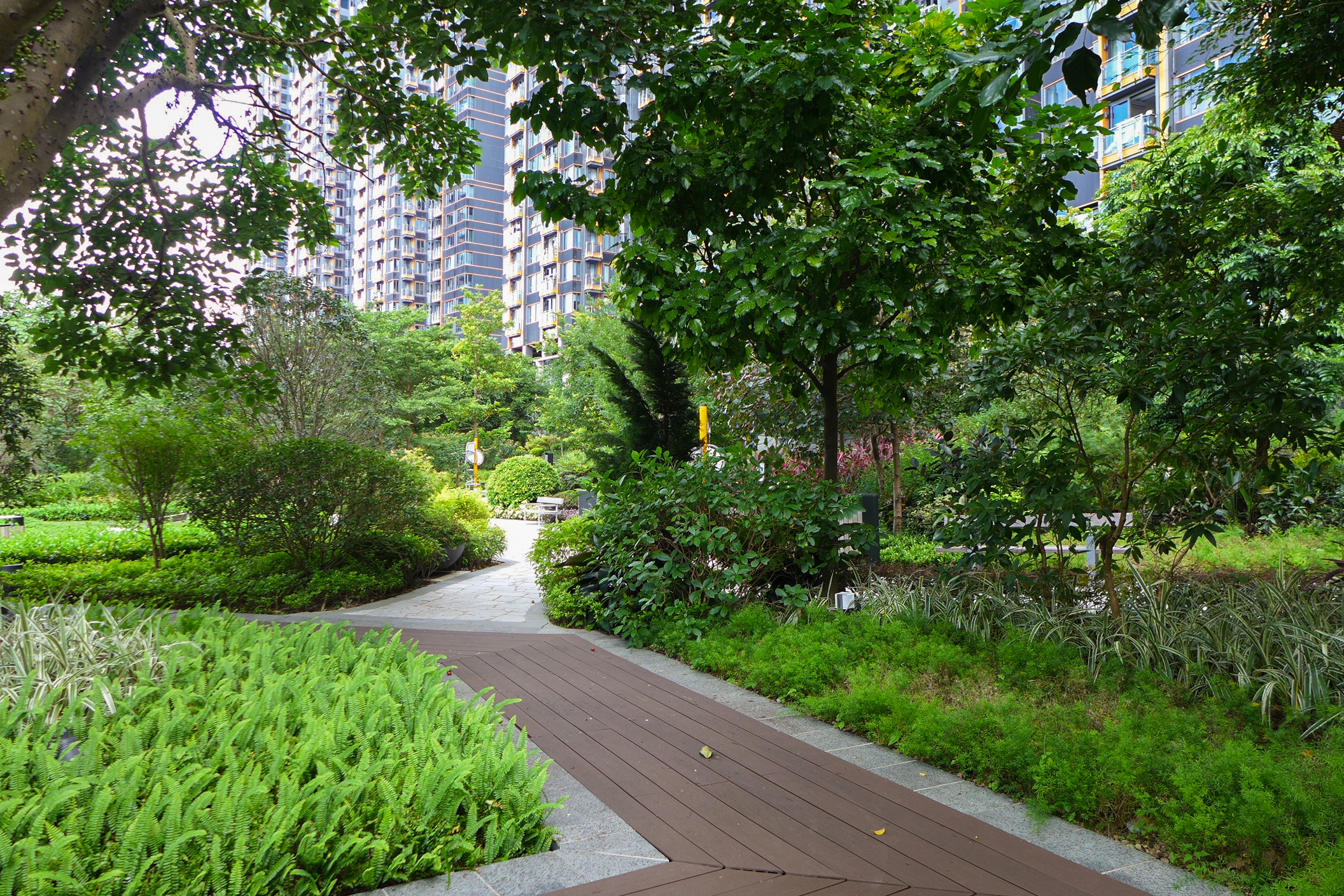
迎海第三期地下花園

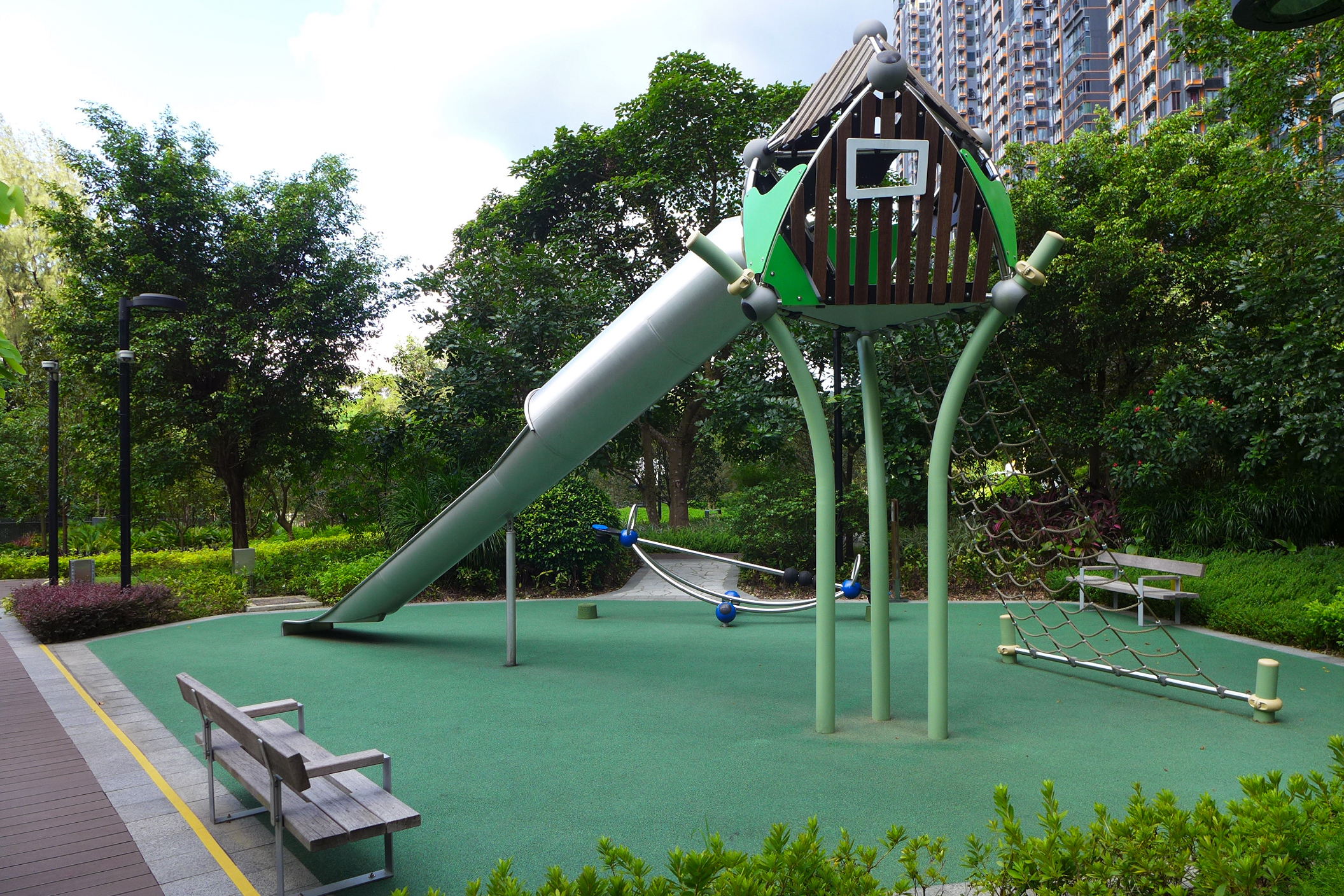
迎海第三期兒童遊樂場

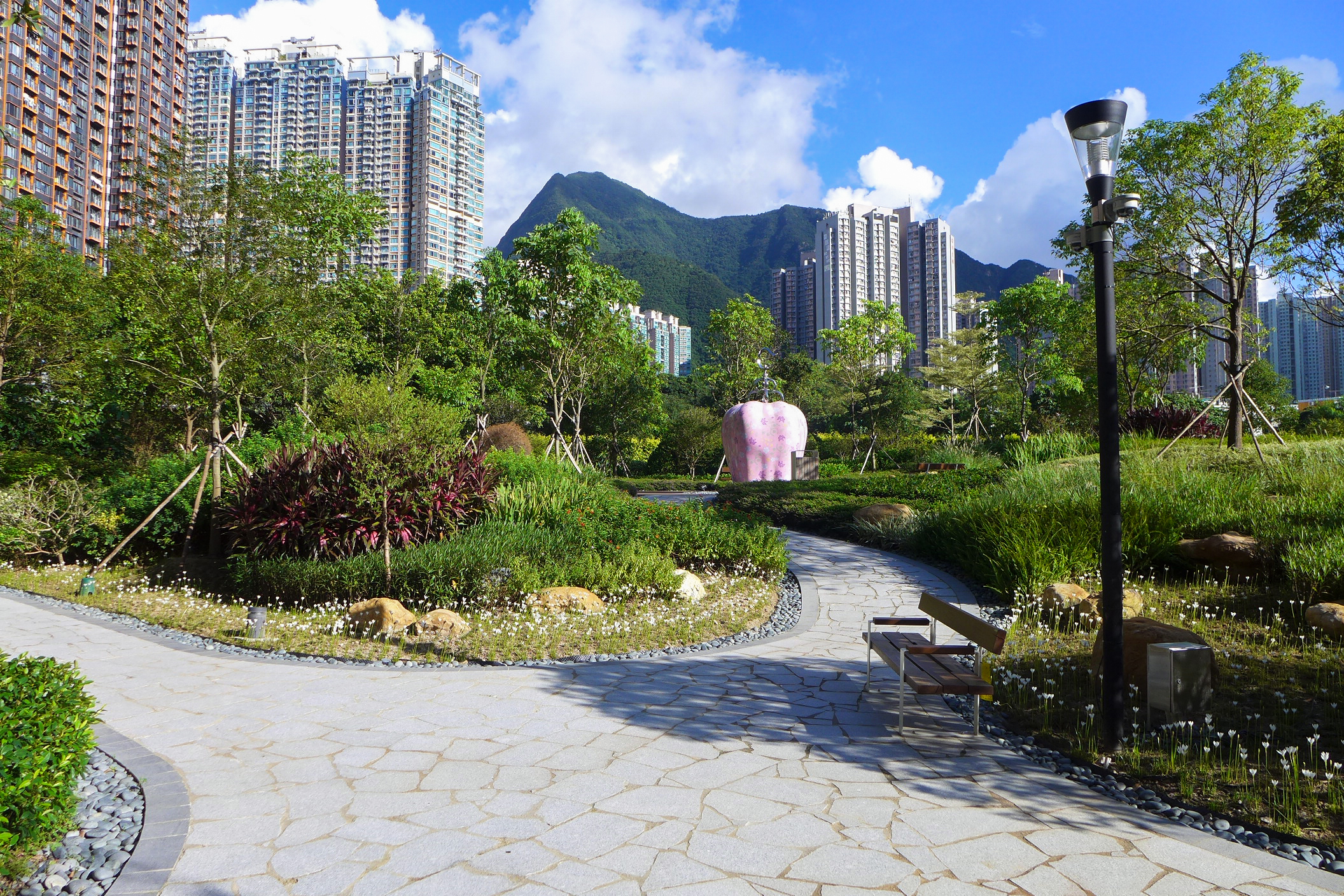
迎海第四期地下花園

項目由分別佔6成的恒地、3成的新世界及1成股權的培新合作發展，第一及一A期分別為4幢26至32層高住宅，另加3層平台及1層地庫，以及兩幢30至32層高住宅，連3層平台加1層地庫。

### 第一期迎海
第一期迎海由4幢物業組成，為第1至5座（不設第4座），合共提供928伙單位，單位面積約600至4,100方呎。約700呎的2房戶超過半數，約1,000至1,400呎的3及4房戶亦佔半數。特色戶共有約144個單位，間隔由1至4房全套房，焦點為16伙極高層及地下花園複式戶，採4房全套房，面積由3,324至3,920方呎。另外，位於頂層複式僅設8伙，名為「鑽幕海景天際屋」，單位面積最大達3,606方呎，更擁千呎連平台泳池。項目亦有64伙玻璃屋，建築面積592至1155平方呎，特色為有開敞式玻璃牆設計，增加空氣流通。第一期已於2013年12月入伙。

### 第二期迎海．星灣
第二期迎海．星灣位於烏溪沙路8號，由於部分單位享有海星灣的景觀，本期使用了「星灣」二字作名稱。 而本期由4座物業所組成，為第18至21座，樓高25至31層，合共提供865個單位，於2014年1月11日正式開售，項目設1房及2房，另3房及4房各佔兩成及5%，並設有實用面積2,600至3,100呎特色戶。部分單位可享赤門及西貢郊野公園一帶海景，設計格局大致上與1期相似,平面圖也大致上與1期相似。第二期已於2015年1月入伙。

### 第三期迎海‧星灣御
第三期設5座住宅大廈，為第16、17、22、23及25座，共1092伙，有七成單位為實用面積為約600呎以下。另外亦提供19伙複式連花園單位或頂層複式單位。迎海‧星灣御的特色高層海景大宅，為整個迎海項目中全新之戶型，此類特色單位只供55伙，實用面積約1,378平方呎至1,414平方呎。在2015年下半年落成。

### 第四期迎海‧駿岸
第四期於2015年7月7日獲命名為「迎海．駿岸（Double Cove Grandview）」。第四期的樓宇發展均設於兩層高基座平台之上，第四期建3幢31至33層高住宅，提供474伙單位，包括2房，2房連儲物房和3房套房儲物房連廁所，實用面積約491至823平方呎，2房連儲物房單位佔總項目46%，其次為淨2房單位，佔總項目28%。四期在2015年8月中開售，較2014年9月開售、景觀更佳的迎海‧星灣御首批均價1.25萬元高近17%，亦較迎海第1期最近平均二手呎價1.37萬元貴逾7%。若以各期首批均價計，第四期是整個項目中最貴的一期，亦貴絕區內新盤。

### 第五期 迎海．御峰
第五期可建7幢16至25層高住宅，提供176伙單位，全屬為逾千平方呎的4房海景大單位，兼設私家電梯大堂及「島式」廚房工作枱，而主人套房都會提供夾萬、護膚品專用雪櫃及皮面衣櫃。入場費近2000萬。
基座位置設會所「星曜會」，設施包括以私人遊艇為題材的多用途室「星光匯」、17米長室內泳池「星映池」及以巨型水族箱為設計意念的兒童遊戲室「星趣廊」。
第五期於2016年2月底推出，預計2017年2月28日落成。。

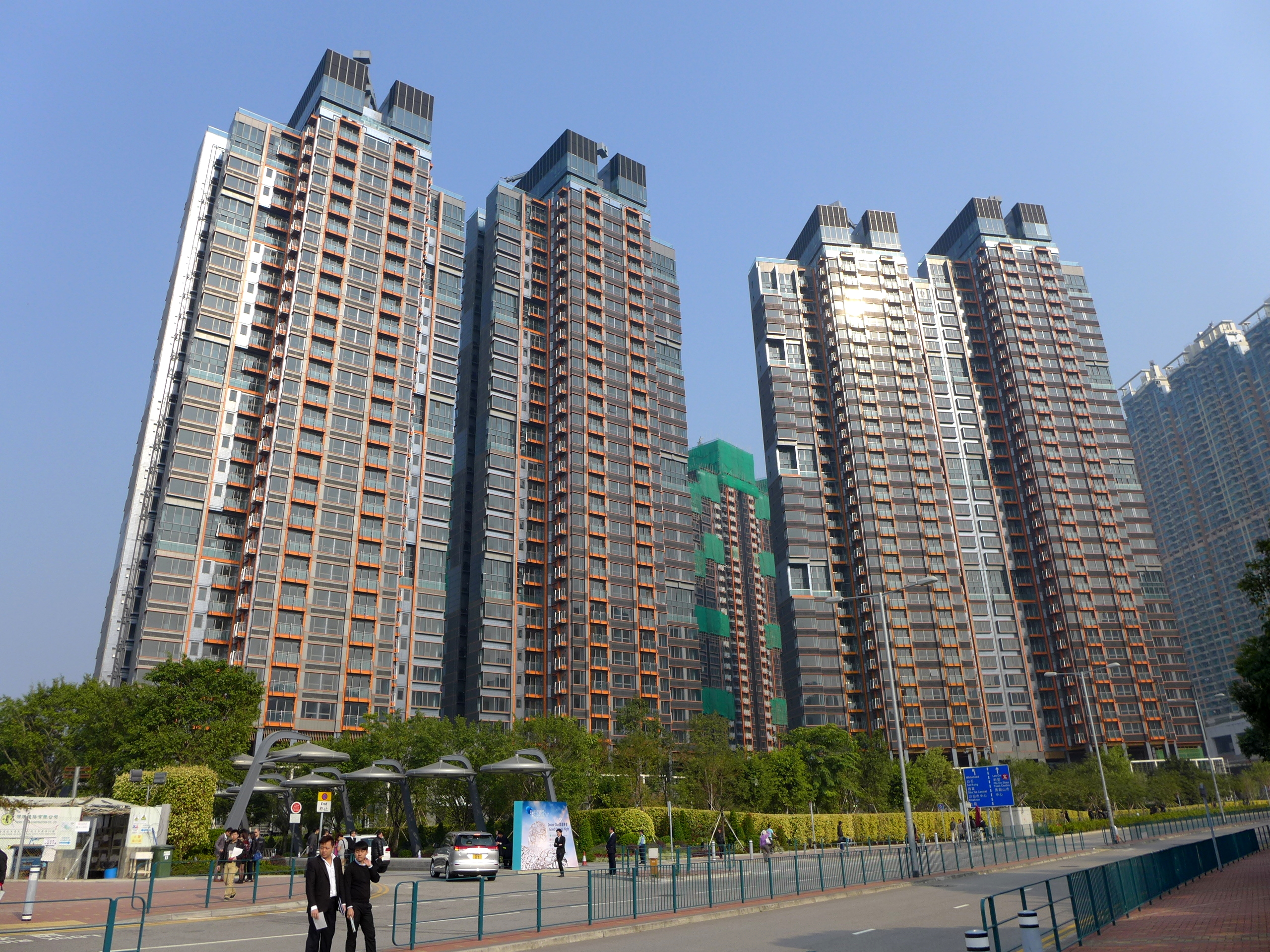
迎海
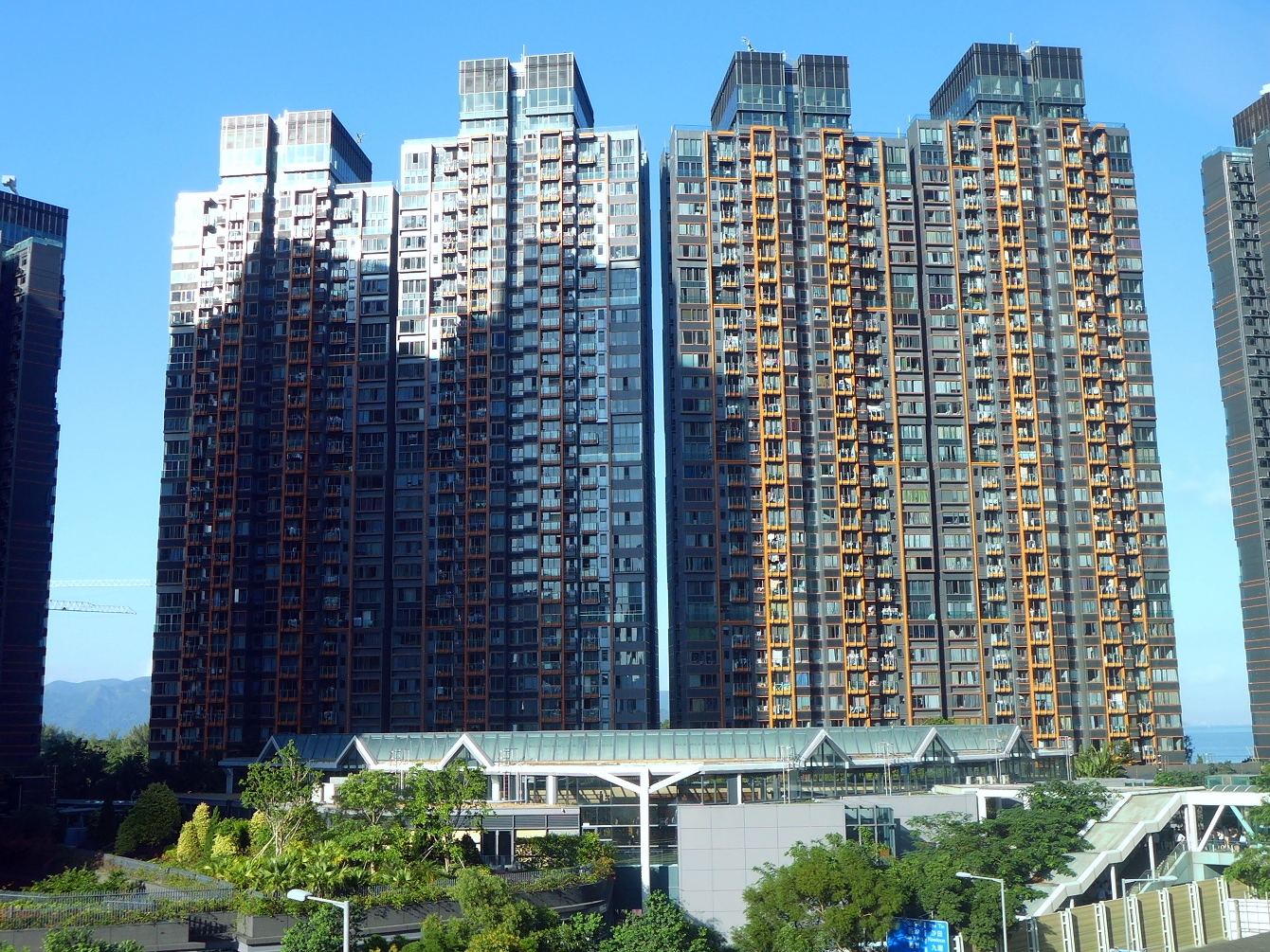
迎海．星灣
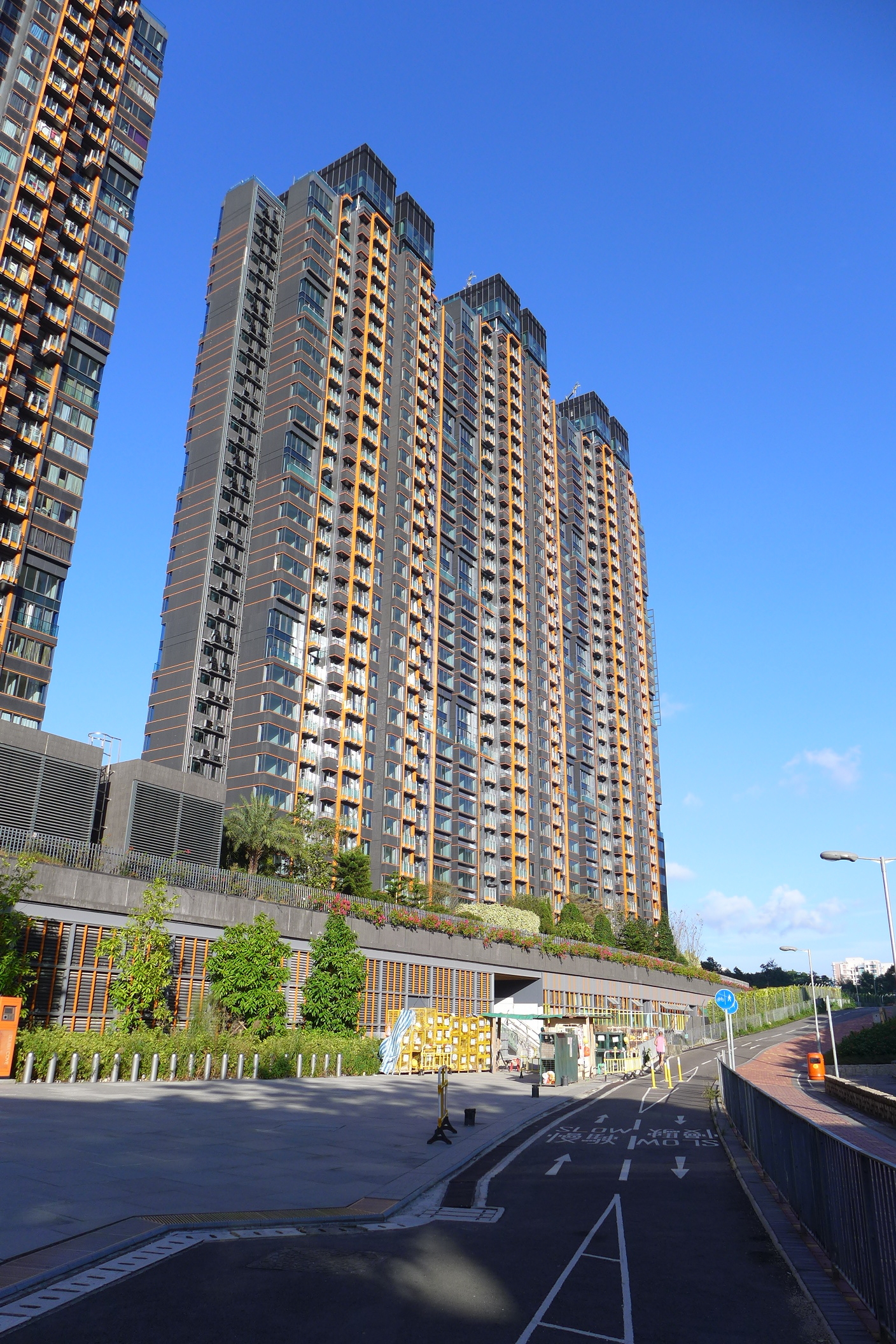
迎海‧星灣御
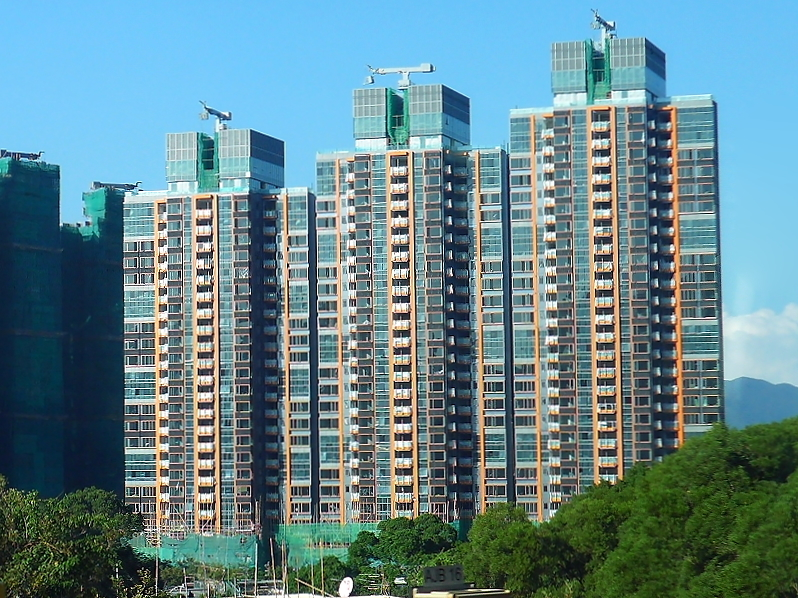
迎海‧駿岸地盤 (2015年11月)

## 屋苑資料
| 樓宇座號 | 期數              | 門牌號碼    | 樓宇類型 | 落成年份   | 入伙日期   | 層數 | 每層伙數 | 每座伙數 | 單位總數 | 建築師             | 承建商                                 | 提供升降機服務的廠商 |
| -------- | ----------------- | ----------- | -------- | ---------- | ---------- | ---- | -------- | -------- | -------- | ------------------ | -------------------------------------- | -------------------- |
| 第1座    | 1 （迎海）        | 烏溪沙路8號 | 十字型   | 2013年4月  | 2013年12月 | 36   | 待補     | 待補     | 待補     | 劉榮廣伍振民建築師 | 恆順建築（恆基兆業附屬公司）及協興建築 | 日立                 |
| 第2座    | 1 （迎海）        | 烏溪沙路8號 | 十字型   | 2013年4月  | 2013年12月 | 34   | 待補     | 待補     | 待補     | 劉榮廣伍振民建築師 | 恆順建築（恆基兆業附屬公司）及協興建築 | 日立                 |
| 第3座    | 1 （迎海）        | 烏溪沙路8號 | 十字型   | 2013年4月  | 2013年12月 | 33   | 待補     | 待補     | 待補     | 劉榮廣伍振民建築師 | 恆順建築（恆基兆業附屬公司）及協興建築 | 日立                 |
| 第5座    | 1 （迎海）        | 烏溪沙路8號 | 十字型   | 2013年4月  | 2013年12月 | 31   | 待補     | 待補     | 待補     | 劉榮廣伍振民建築師 | 恆順建築（恆基兆業附屬公司）及協興建築 | 日立                 |
| 第6座    | 4 （迎海·駿岸）   | 烏溪沙路8號 | 十字型   | 2016年3月  | 2016年8月  | 29   | 待補     | 待補     | 待補     | 劉榮廣伍振民建築師 | 恆順建築（恆基兆業附屬公司）及協興建築 | 日立                 |
| 第7座    | 4 （迎海·駿岸）   | 烏溪沙路8號 | 十字型   | 2016年3月  | 2016年8月  | 27   | 待補     | 待補     | 待補     | 劉榮廣伍振民建築師 | 恆順建築（恆基兆業附屬公司）及協興建築 | 日立                 |
| 第8座    | 4 （迎海·駿岸）   | 烏溪沙路8號 | 十字型   | 2016年3月  | 2016年8月  | 25   | 待補     | 待補     | 待補     | 劉榮廣伍振民建築師 | 恆順建築（恆基兆業附屬公司）及協興建築 | 日立                 |
| 第9座    | 5 （迎海·御峰）   | 烏溪沙路8號 | T字型    | 2016年7月  | 2017年2月  | 23   | 待補     | 待補     | 待補     | 劉榮廣伍振民建築師 | 恆順建築（恆基兆業附屬公司）及協興建築 | 日立                 |
| 第10座   | 5 （迎海·御峰）   | 烏溪沙路8號 | T字型    | 2016年7月  | 2017年2月  | 22   | 待補     | 待補     | 待補     | 劉榮廣伍振民建築師 | 恆順建築（恆基兆業附屬公司）及協興建築 | 日立                 |
| 第11座   | 5 （迎海·御峰）   | 烏溪沙路8號 | T字型    | 2016年7月  | 2017年2月  | 21   | 待補     | 待補     | 待補     | 劉榮廣伍振民建築師 | 恆順建築（恆基兆業附屬公司）及協興建築 | 日立                 |
| 第12座   | 5 （迎海·御峰）   | 烏溪沙路8號 | T字型    | 2016年7月  | 2017年2月  | 20   | 待補     | 待補     | 待補     | 劉榮廣伍振民建築師 | 恆順建築（恆基兆業附屬公司）及協興建築 | 日立                 |
| 第15座   | 5 （迎海·御峰）   | 烏溪沙路8號 | T字型    | 2016年7月  | 2017年2月  | 18   | 待補     | 待補     | 待補     | 劉榮廣伍振民建築師 | 恆順建築（恆基兆業附屬公司）及協興建築 | 日立                 |
| 第16座   | 3 （迎海·星灣御） | 烏溪沙路8號 | 十字型   | 2015年10月 | 2016年3月  | 29   | 待補     | 待補     | 待補     | 劉榮廣伍振民建築師 | 恆順建築（恆基兆業附屬公司）及協興建築 | 迅達                 |
| 第17座   | 3 （迎海·星灣御） | 烏溪沙路8號 | 十字型   | 2015年10月 | 2016年3月  | 31   | 待補     | 待補     | 待補     | 劉榮廣伍振民建築師 | 恆順建築（恆基兆業附屬公司）及協興建築 | 迅達                 |
| 第18座   | 2 （迎海·星灣）   | 烏溪沙路8號 | 十字型   | 2014年7月  | 2014年12月 | 31   | 待補     | 待補     | 待補     | 劉榮廣伍振民建築師 | 恆順建築（恆基兆業附屬公司）及協興建築 | 迅達                 |
| 第19座   | 2 （迎海·星灣）   | 烏溪沙路8號 | 十字型   | 2014年7月  | 2014年12月 | 33   | 待補     | 待補     | 待補     | 劉榮廣伍振民建築師 | 恆順建築（恆基兆業附屬公司）及協興建築 | 迅達                 |
| 第20座   | 2 （迎海·星灣）   | 烏溪沙路8號 | 十字型   | 2014年7月  | 2014年12月 | 33   | 待補     | 待補     | 待補     | 劉榮廣伍振民建築師 | 恆順建築（恆基兆業附屬公司）及協興建築 | 迅達                 |
| 第21座   | 2 （迎海·星灣）   | 烏溪沙路8號 | 十字型   | 2014年7月  | 2014年12月 | 34   | 待補     | 待補     | 待補     | 劉榮廣伍振民建築師 | 恆順建築（恆基兆業附屬公司）及協興建築 | 迅達                 |
| 第22座   | 3 （迎海·星灣御） | 烏溪沙路8號 | 十字型   | 2015年10月 | 2016年3月  | 34   | 待補     | 待補     | 待補     | 劉榮廣伍振民建築師 | 恆順建築（恆基兆業附屬公司）及協興建築 | 迅達                 |
| 第23座   | 3 （迎海·星灣御） | 烏溪沙路8號 | 十字型   | 2015年10月 | 2016年3月  | 36   | 待補     | 待補     | 待補     | 劉榮廣伍振民建築師 | 恆順建築（恆基兆業附屬公司）及協興建築 | 迅達                 |
| 第25座   | 3 （迎海·星灣御） | 烏溪沙路8號 | 十字型   | 2015年10月 | 2016年3月  | 36   | 待補     | 待補     | 待補     | 劉榮廣伍振民建築師 | 恆順建築（恆基兆業附屬公司）及協興建築 | 迅達                 |

## 會所

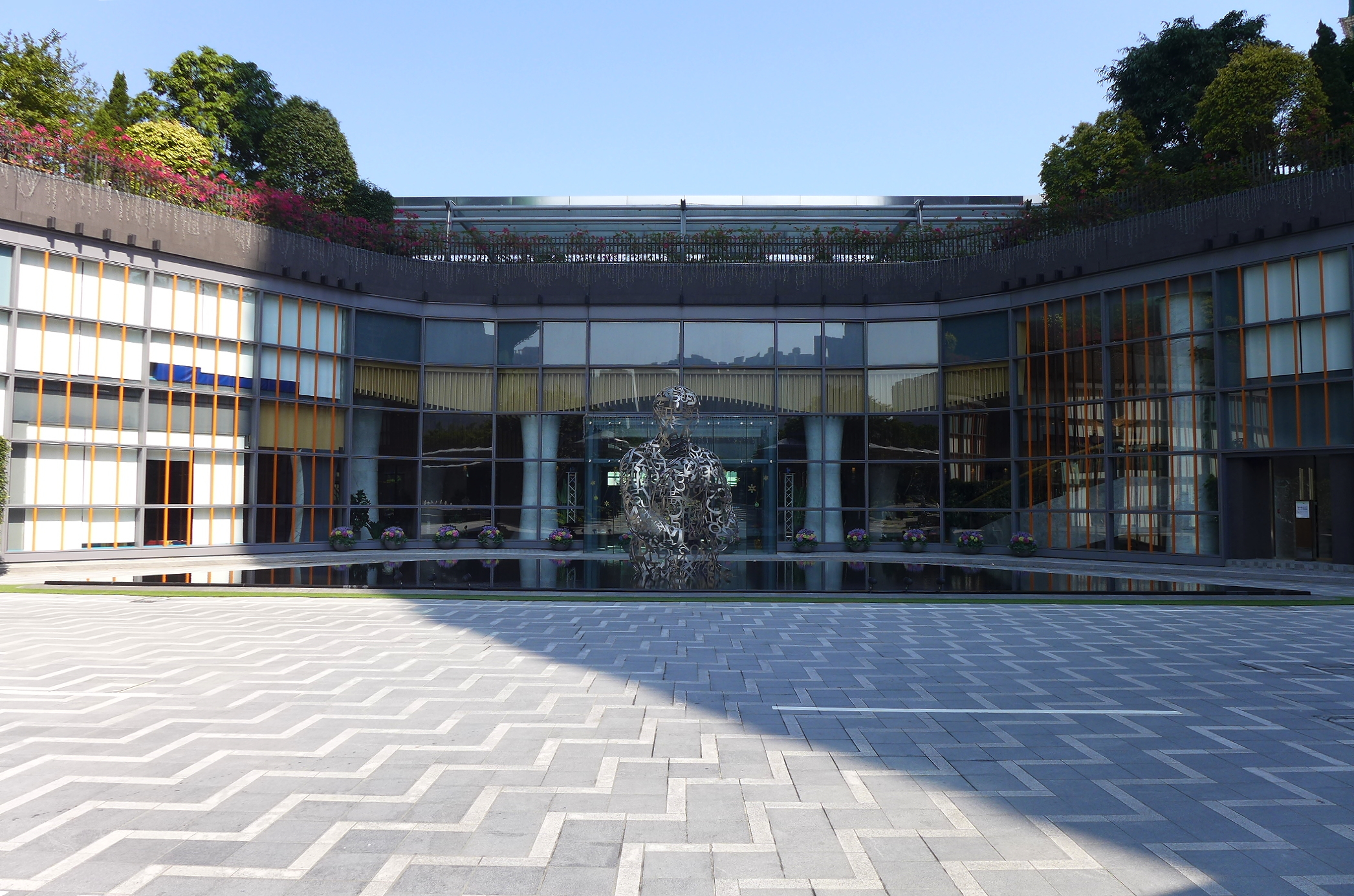
迎海會所Double Club正門

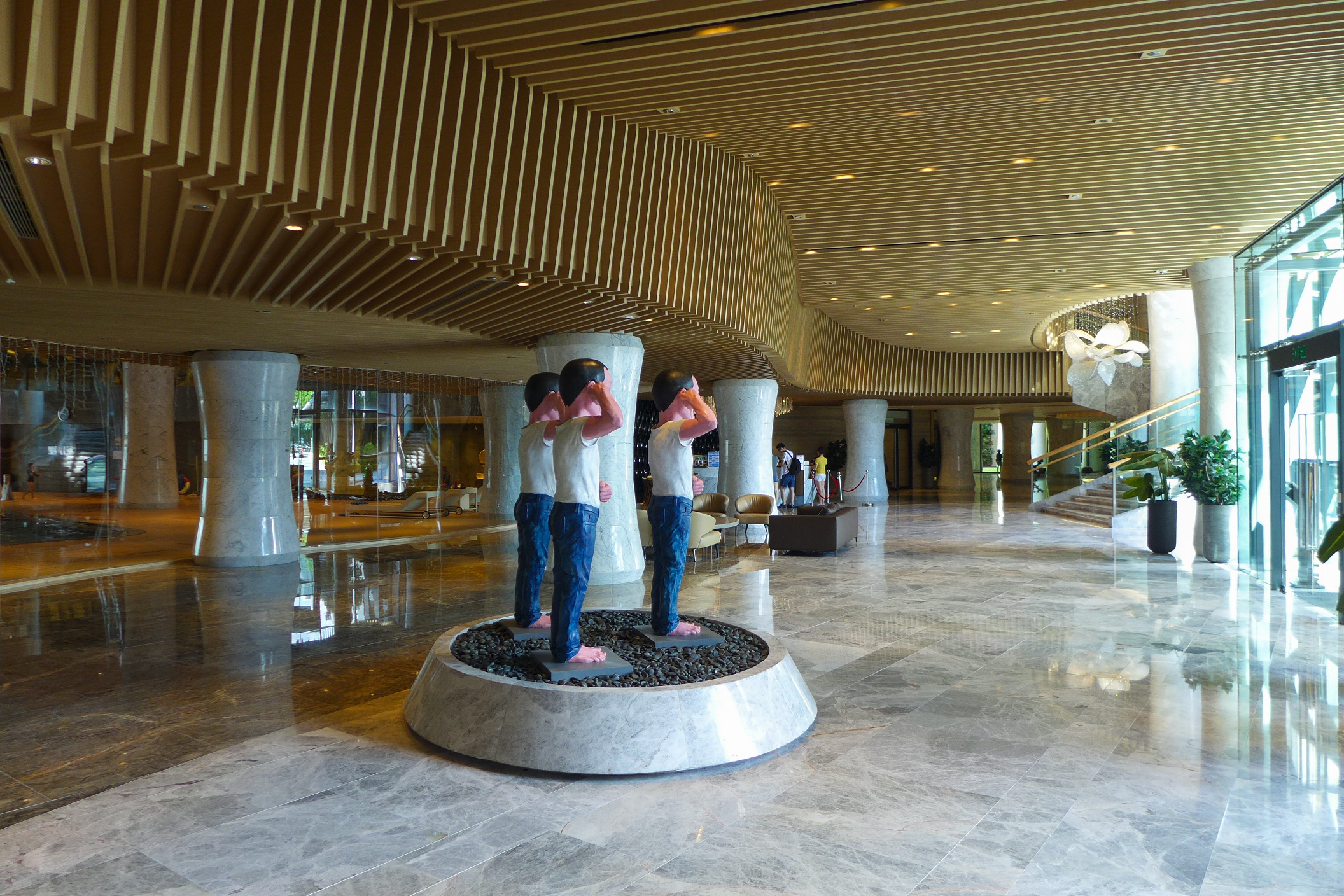
迎海會所Double Club大堂

迎海主會所命名為「Double Club」，由室內設計師梁志天設計，耗資逾3億元建造，以綠色環保為主題。會所樓高兩層，面積達14.2萬方呎，佔地兩層，連同項目範圍內的79.5萬平方呎綠化面積，總室內、外綠化及休閒空間的合計面積共逾93.5萬平方呎。
會所提供50多項多元化設施，包括約7,300方呎的多功能運動場、約7,100方呎水漾健身天地、主席宴會廳、4球道保齡球場、網球場、水療中心、31米長室內泳池、戶外泳池、及附設138吋弧形銀幕的戲迷3D影院等，為了照顧住戶的寵物需要，亦特設寵物酒店、寵物美容及寵物健身區。較為少有的設施更有「夢想飛行駕駛艙」Flight Simulator，是全港住宅屋苑罕見的模擬飛行駕駛遊戲。
位於第5期的會所命名為「星曜會」（Club Stellar），佔地約5,600平方呎，以私人遊艇及海上假期為設計概念，並由5個設施組成，2017年落成，供迎海所有期數的住戶使用。

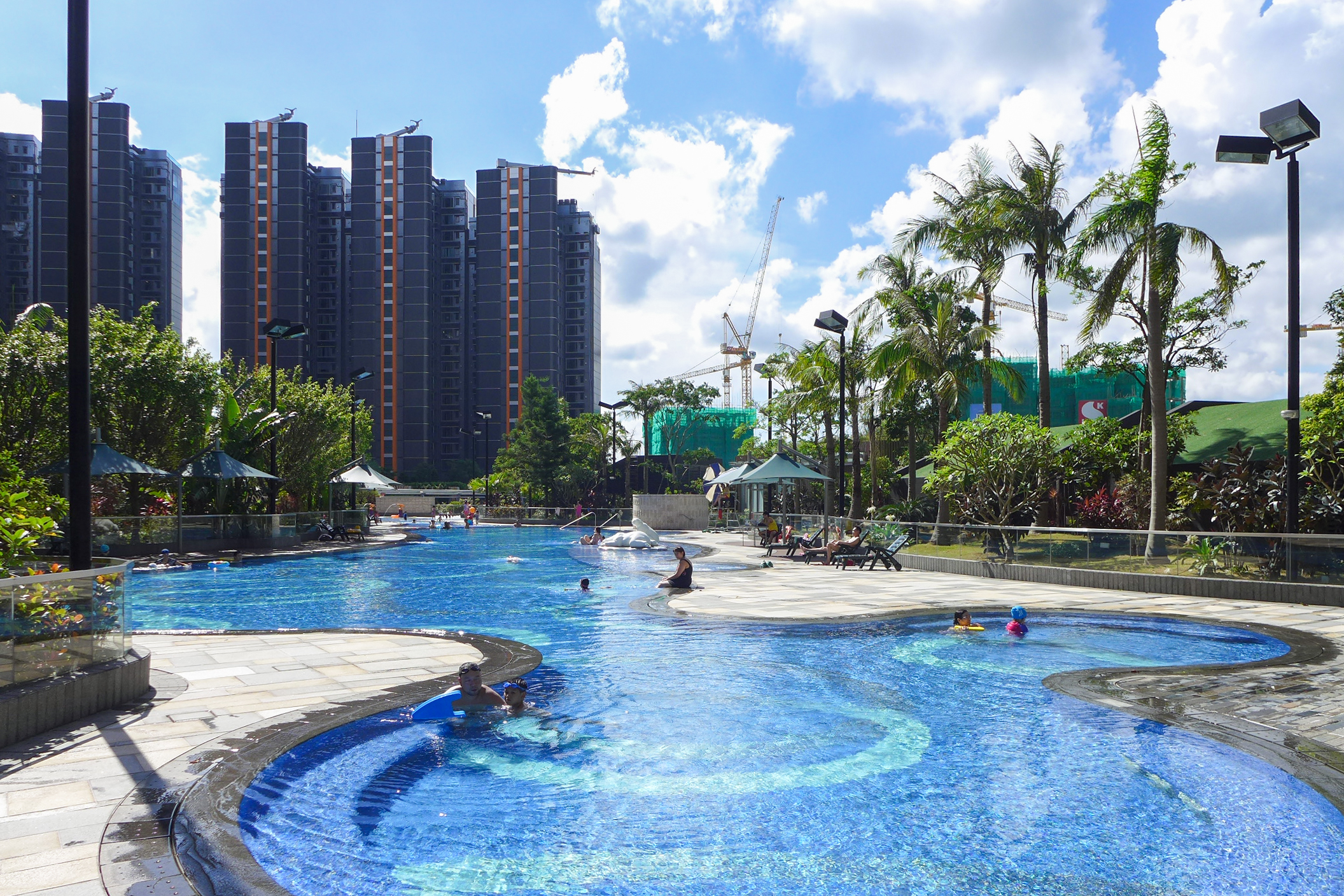
戶外泳池
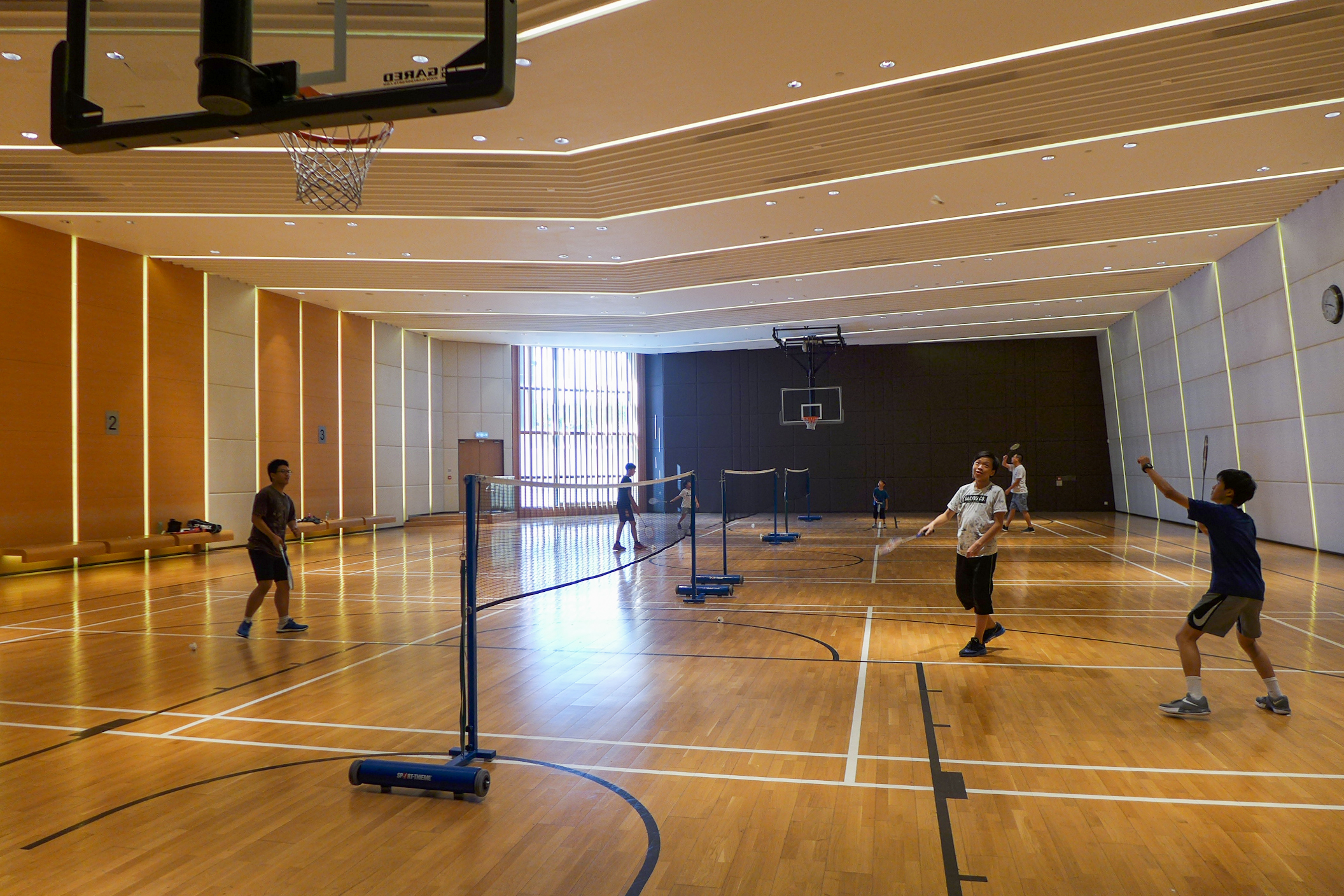
多功能運動場
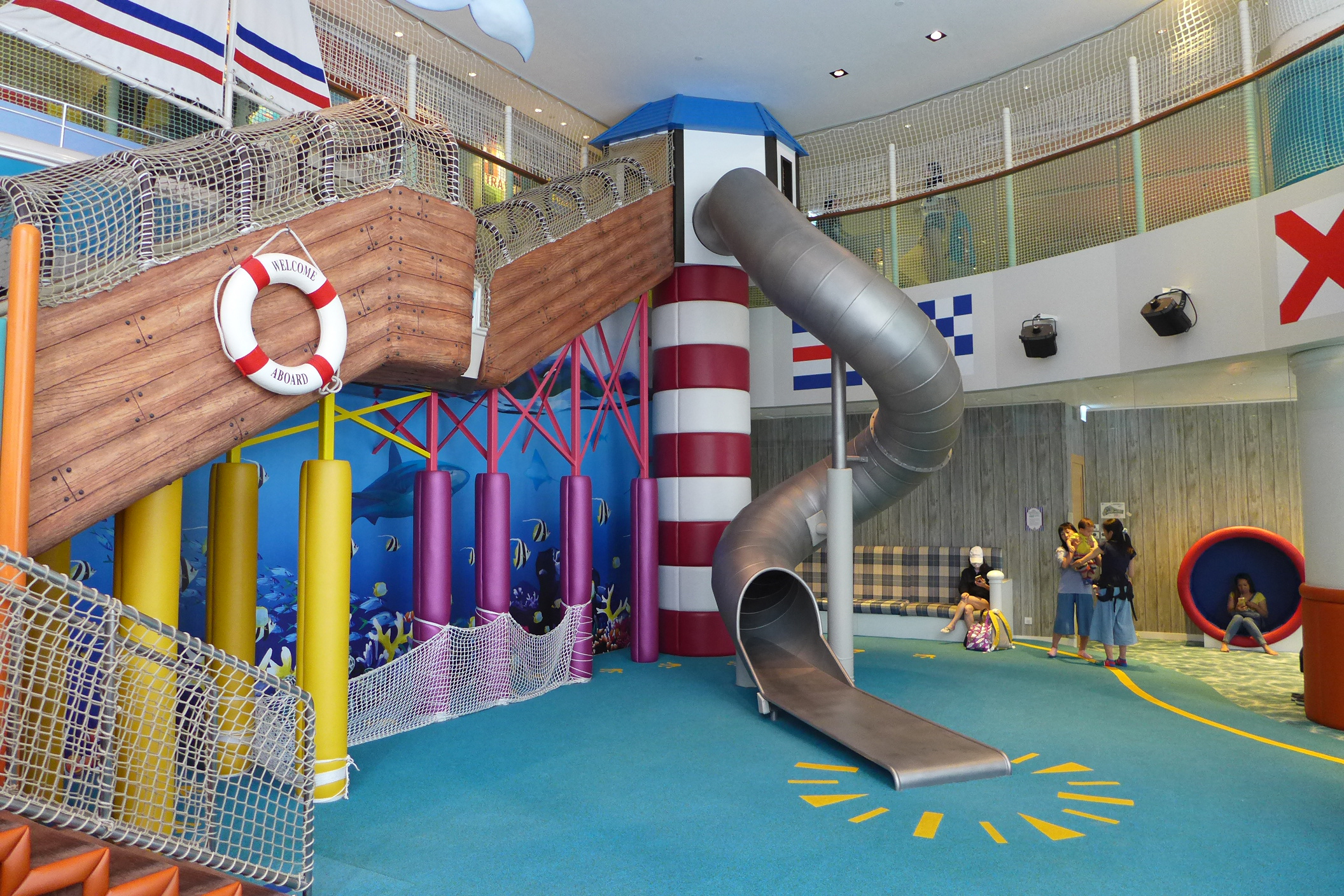
兒童遊戲天地
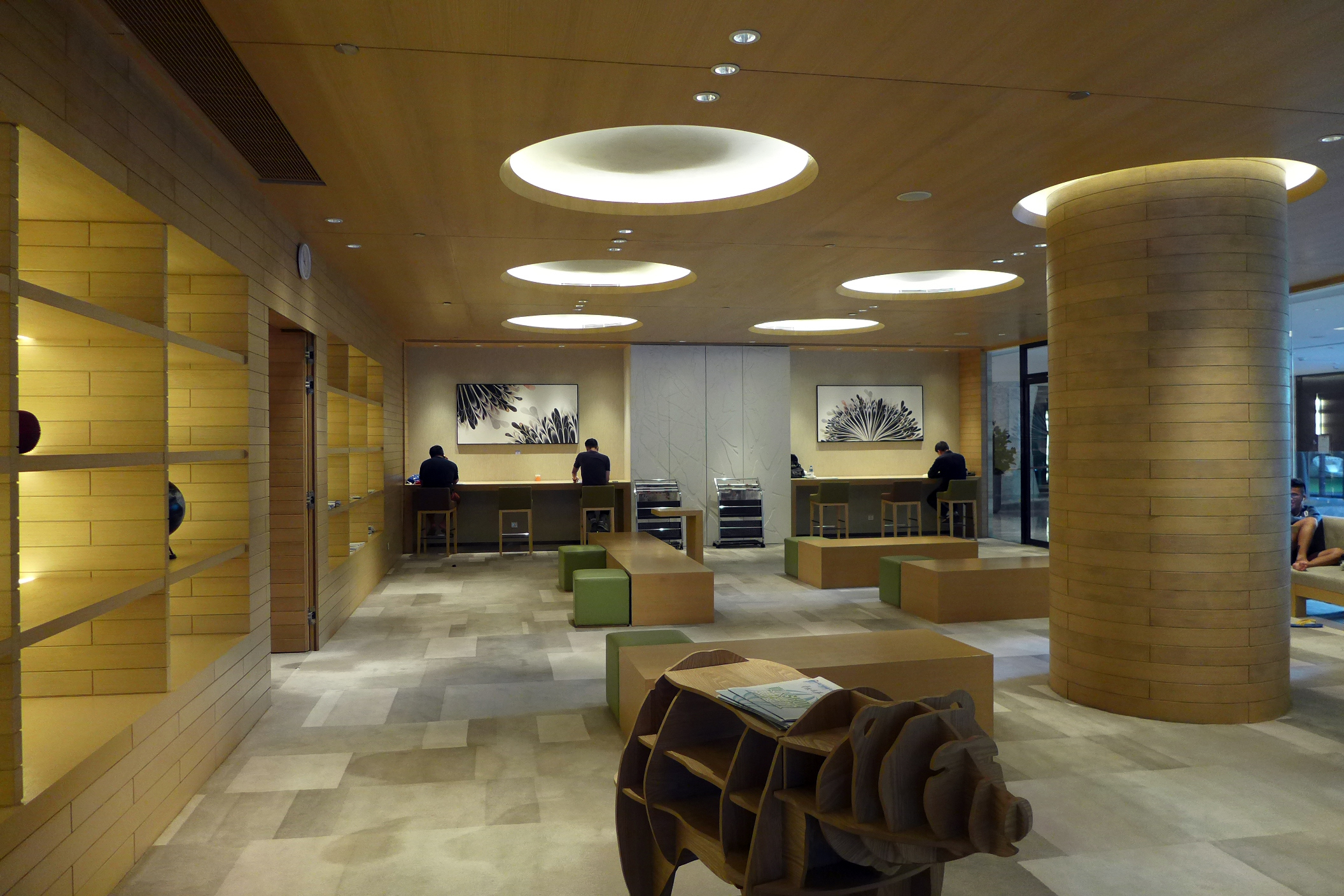
喜閱廊
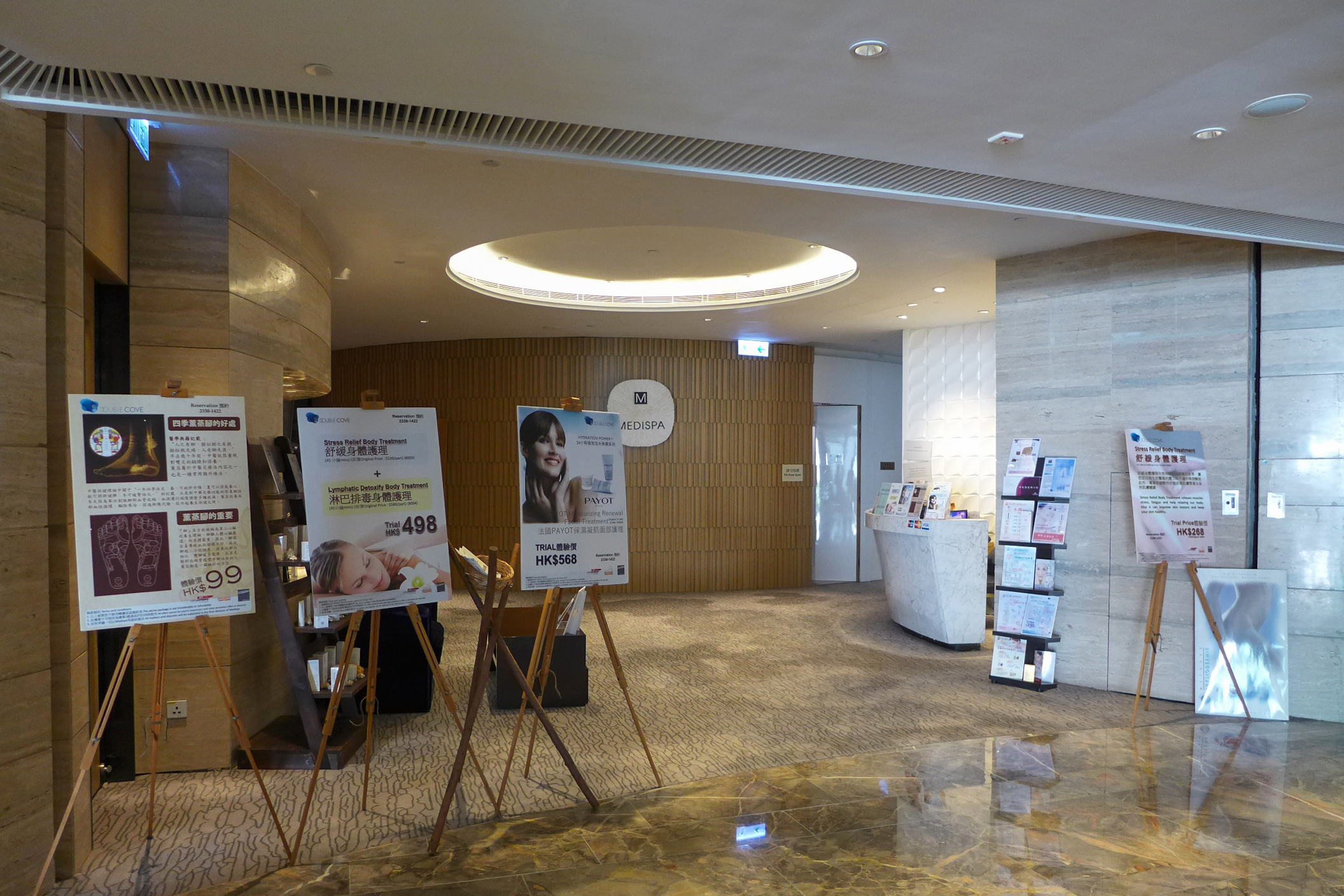
水療中心

## 藝術品

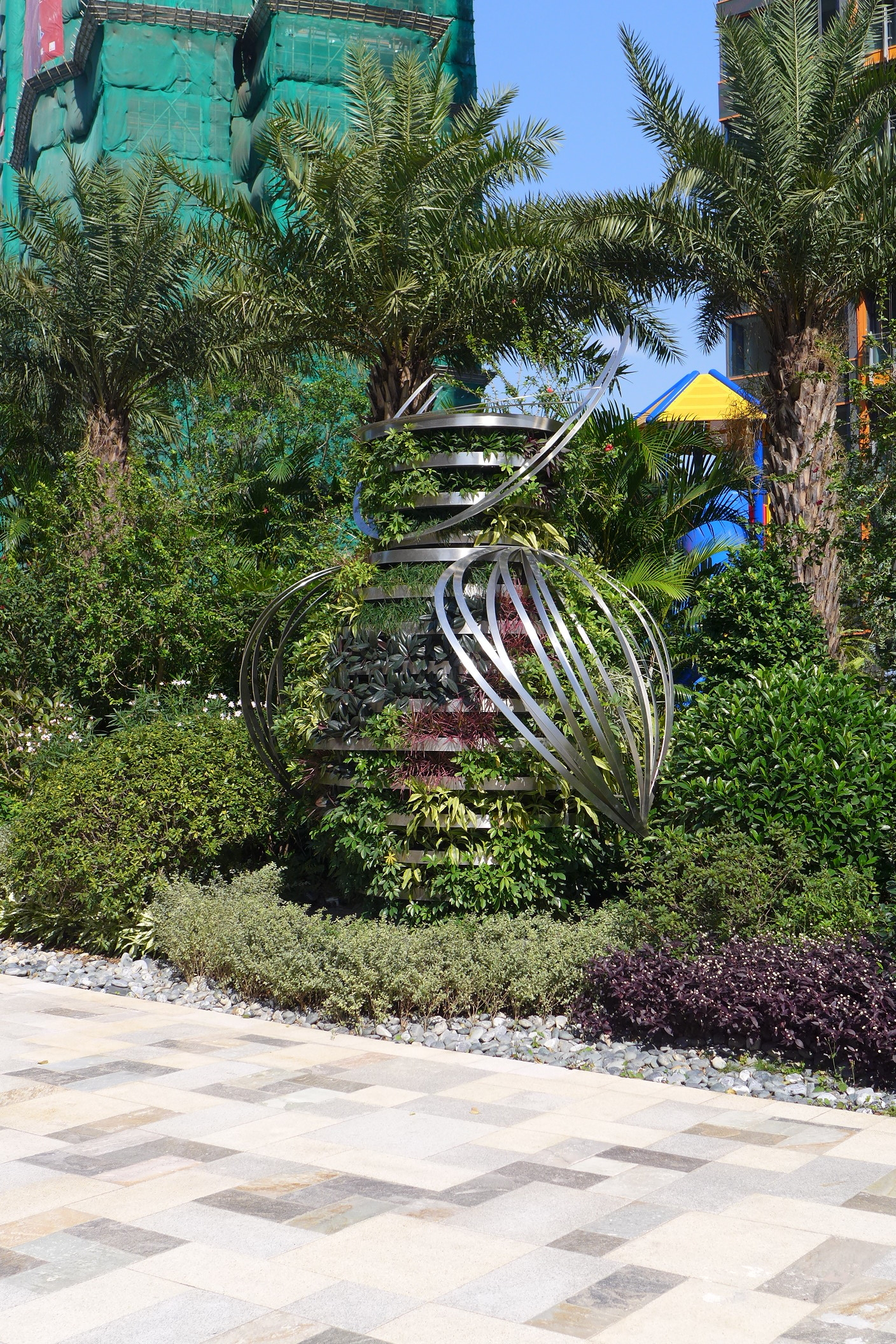
以金屬線條組成貓頭鷹結構的《迎．然．鷹明》由本地藝術家林偉而設計

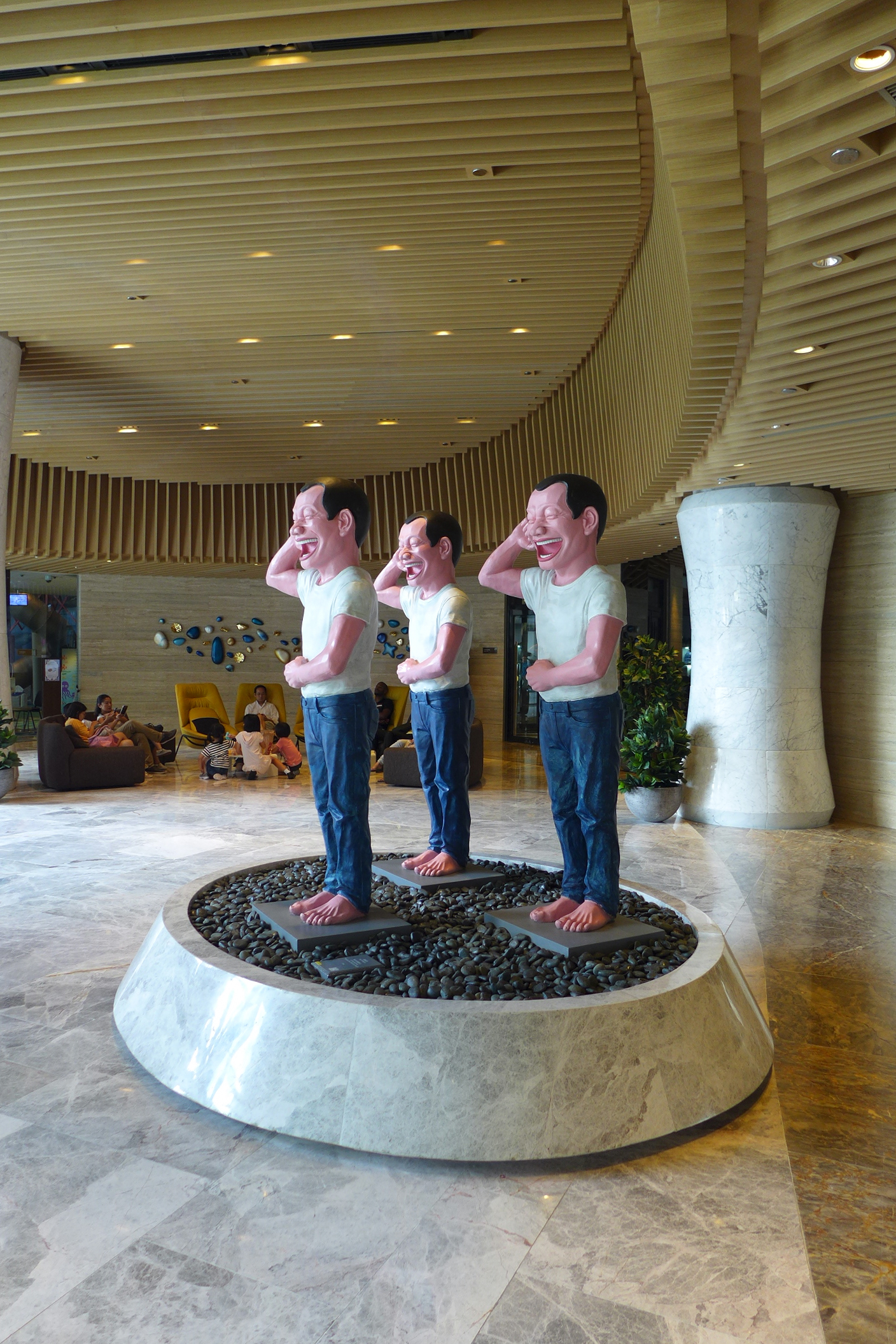
岳敏君的《現代兵馬俑-8》放置在會所大堂內

迎海引入逾20件由本地名家創作，價值約2,000萬藝術品作點綴，分佈於會所及屋苑各處，其中10件由本地藝術家設計，另外亦有外國藝術家如西班牙著名雕塑家Jaume Plensa及中國當代藝術大師岳敏君的作品，其中包括：
- 中國當代藝術家岳敏君的《現代兵馬俑-8》
- 韓國青年雕塑家文丙頭由鹿和樹結合的雕塑「I have been dreaming to be a tree」
- 香港著名雕塑家林偉而的《迎．然．鷹明》
- 香港著名雕塑家莫一新的《悠閑假期》
- 香港著名裝置藝術家甘志強的《遺傳》
- 西班牙著名雕塑家Jaume Plensa位於水池中的大型雕塑《Memoria》[6]
- 馮力仁的《航海家》
- 何遠良的《樂和家》
- 文鳳儀的《綻囍》
- 曾章成的《滿載》
- 不鏽鋼雕塑名師李展輝的《都市水景》[7]

其中11件作品在擺放在迎海前曾在2014年4月下旬於國際金融中心商場「自然交響曲」藝術展覽中展出，讓市民欣賞這些作品。

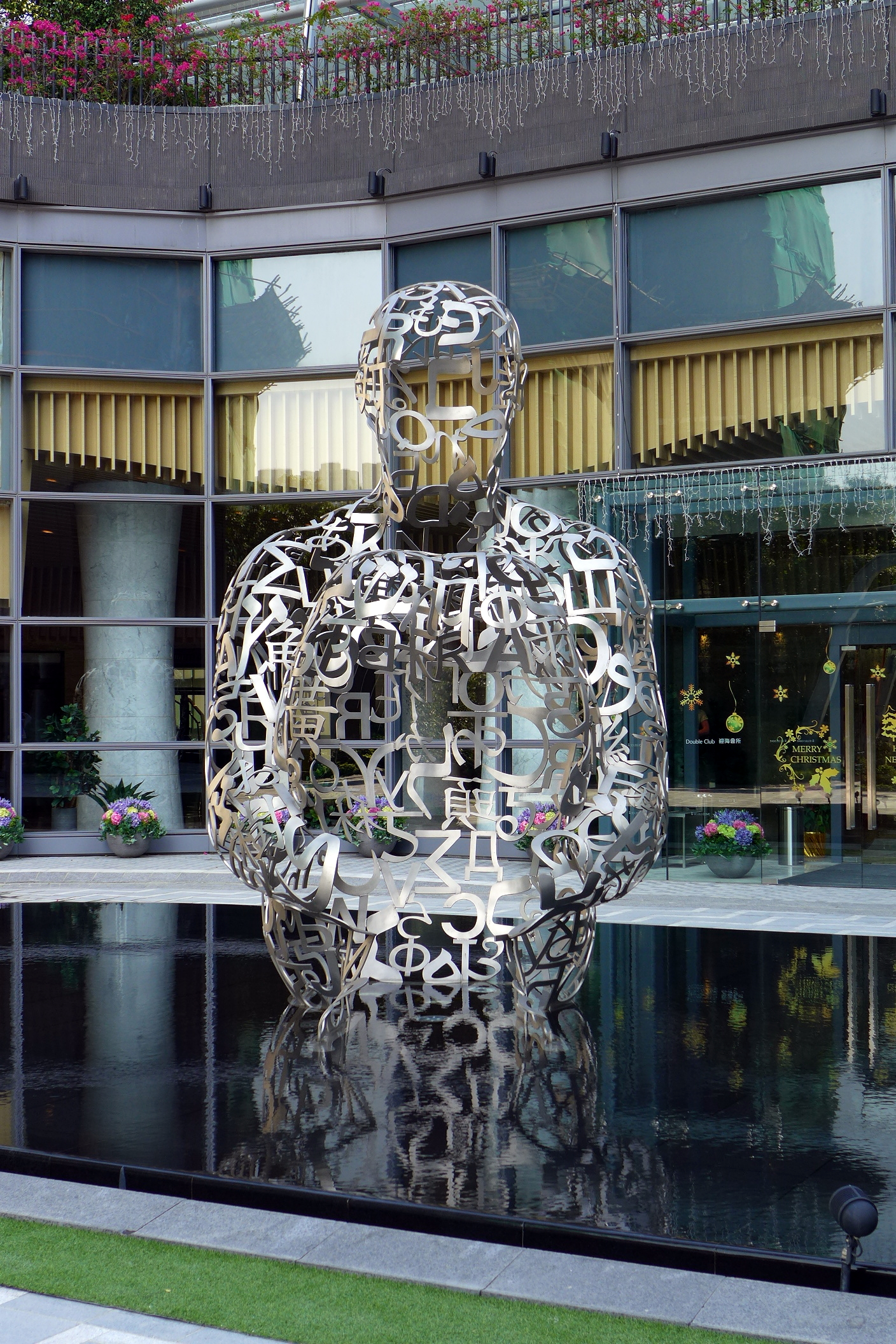
位於會所Double Club正門水池中的大型雕塑《Memoria》
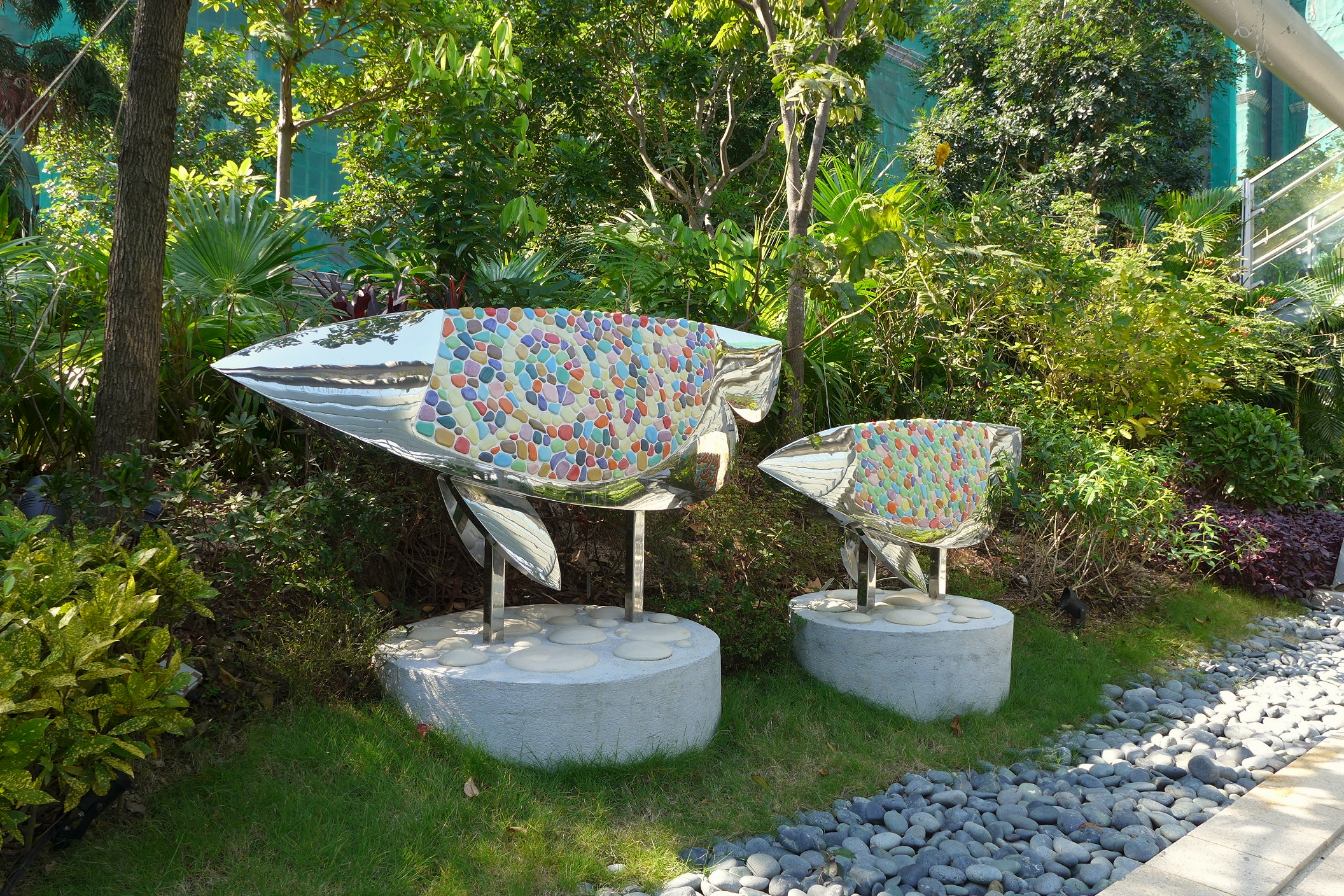
位於平台公眾行人通道的雕塑《滿載》
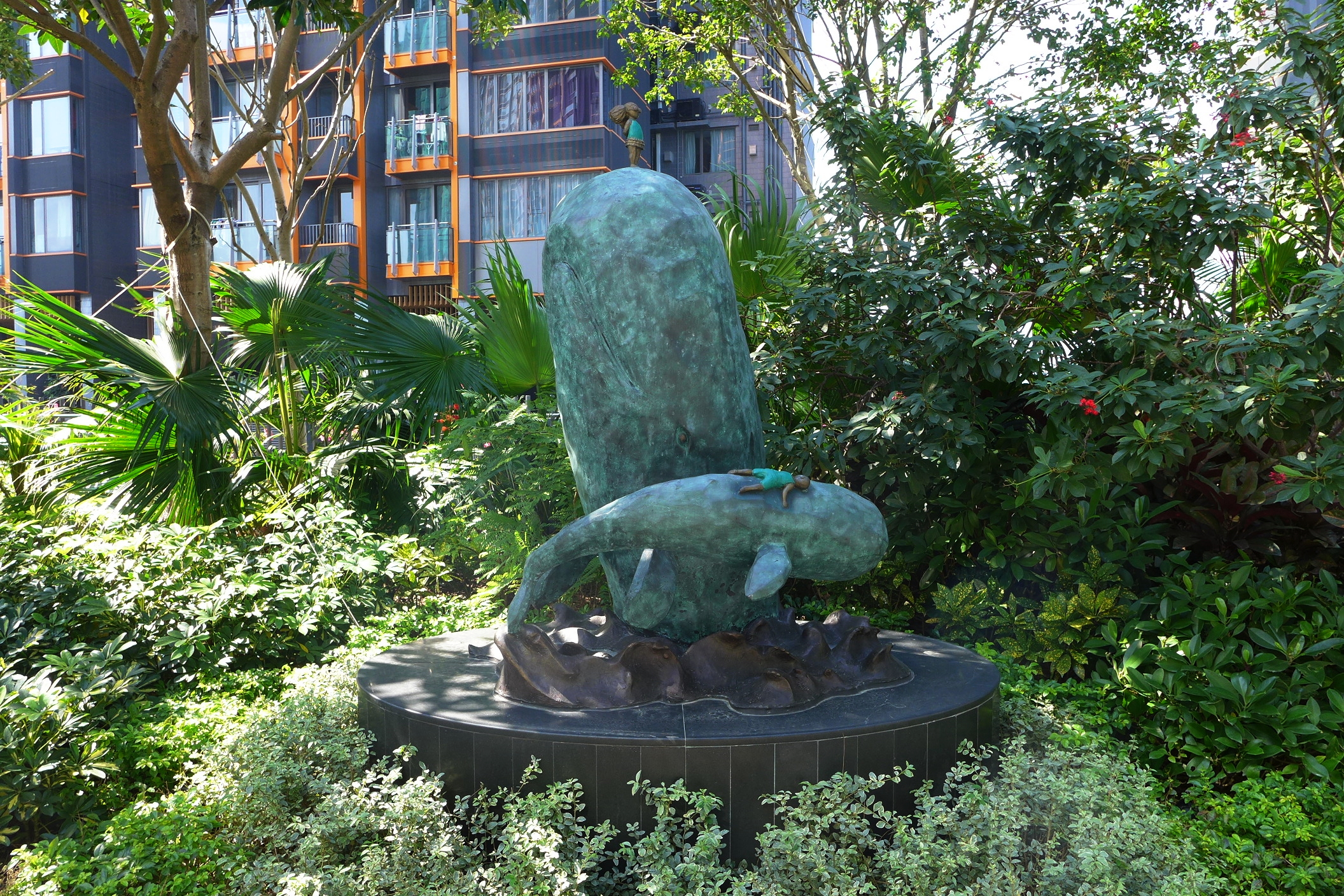
位於平台公眾行人通道的雕塑《航海家》
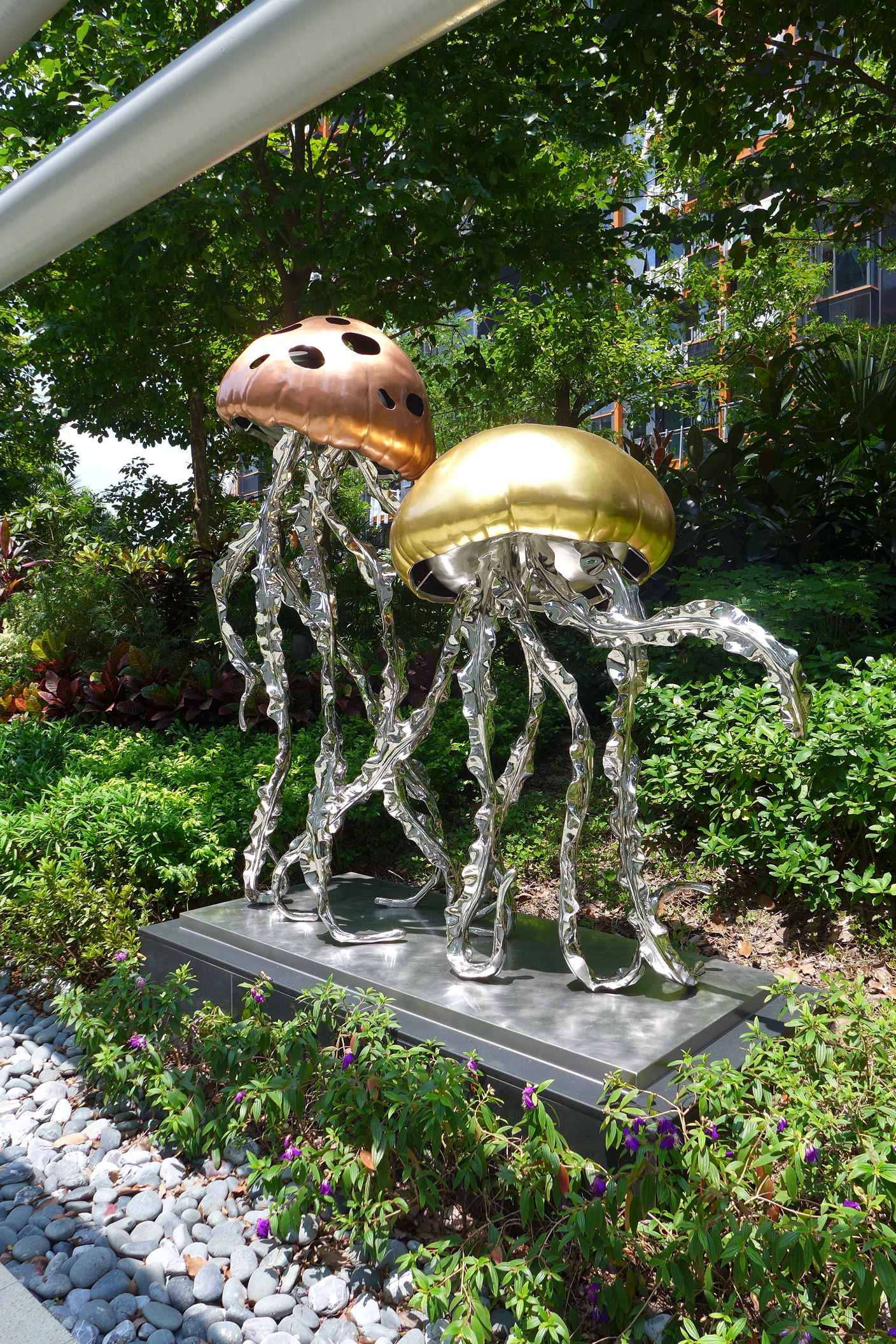
位於平台公眾行人通道的雕塑《水舞》
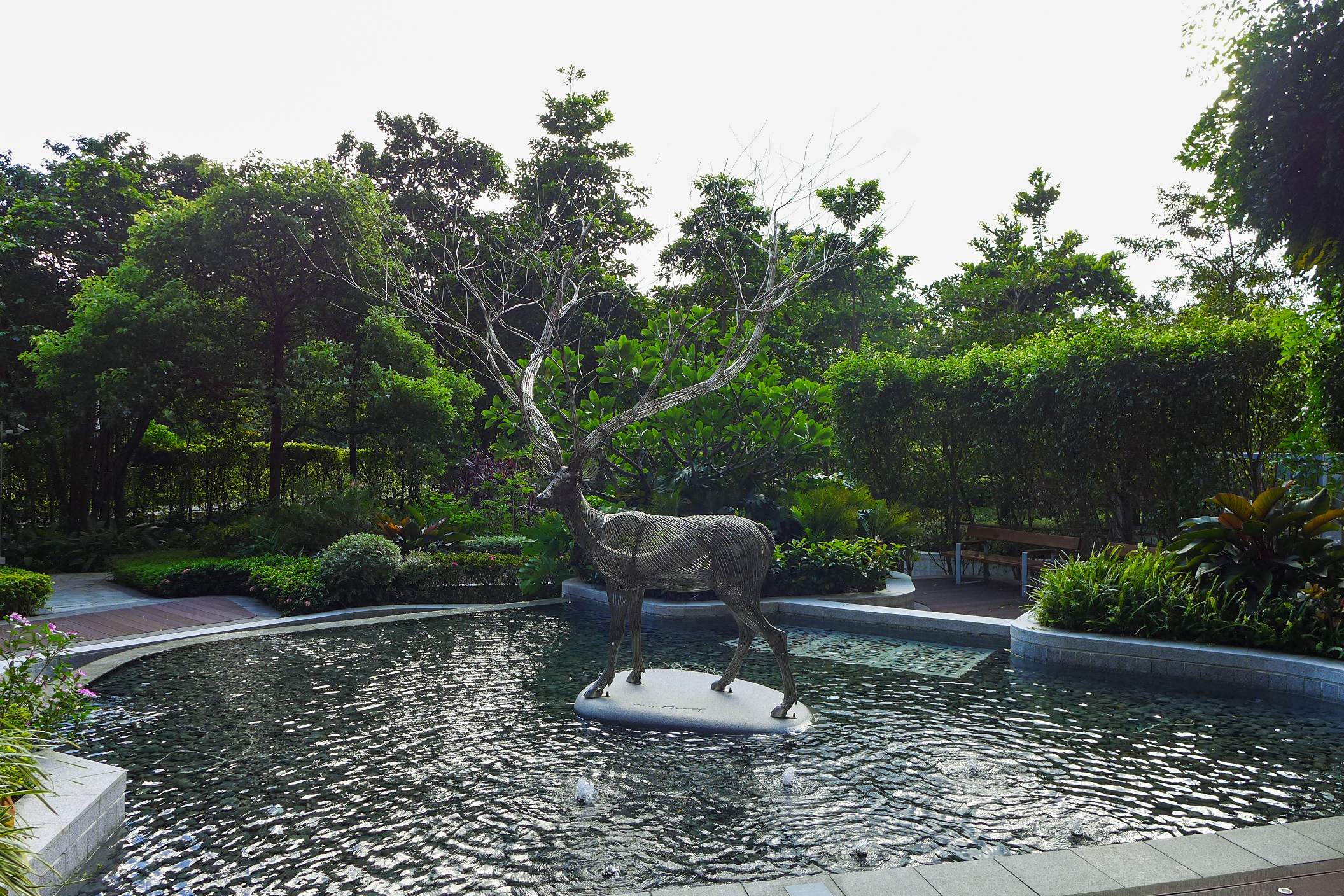
位於地下1期花園的大型雕塑《I have been Dreaming To be a Tree》

## 商場

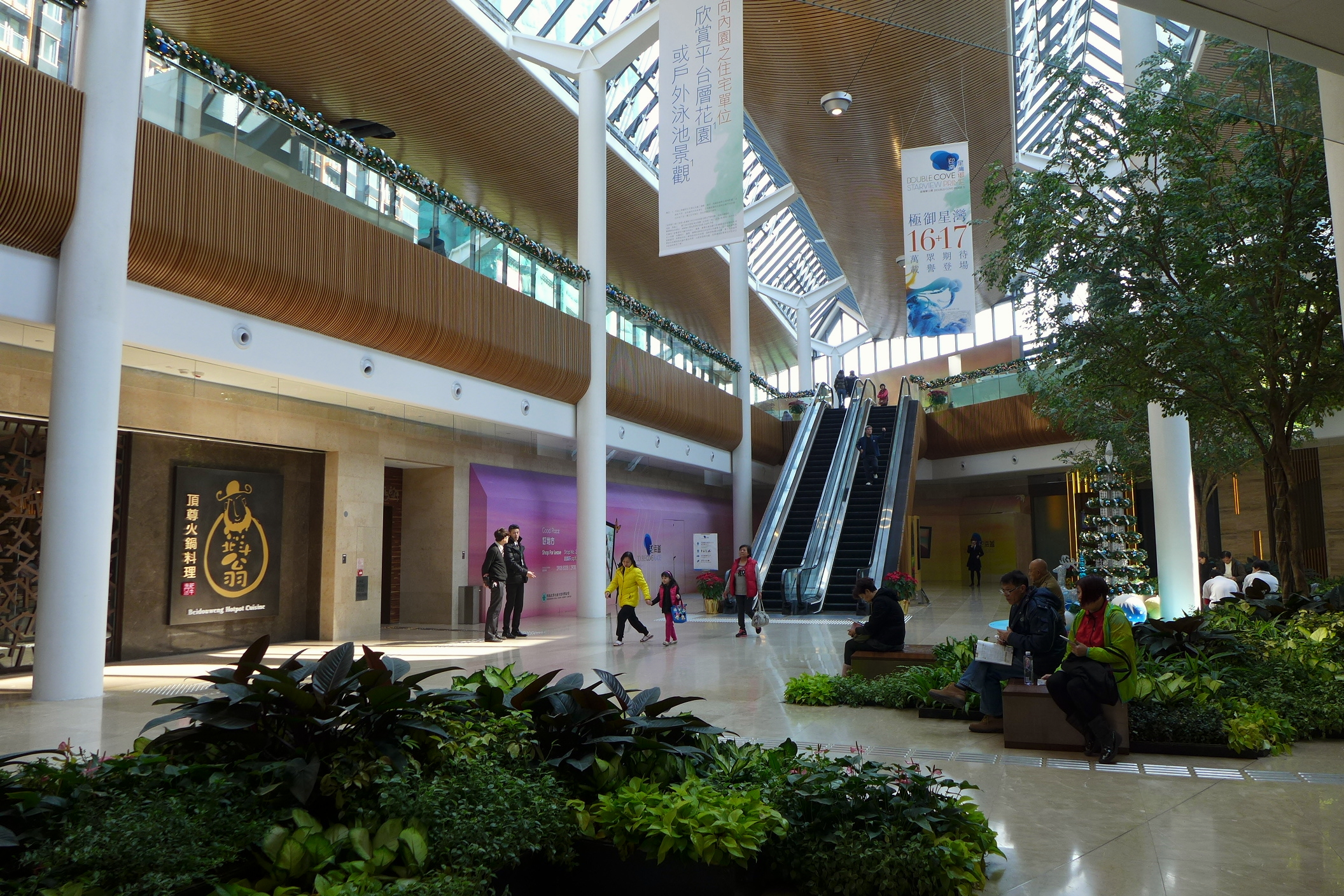
迎海薈商場設計以木及綠色植物作主調

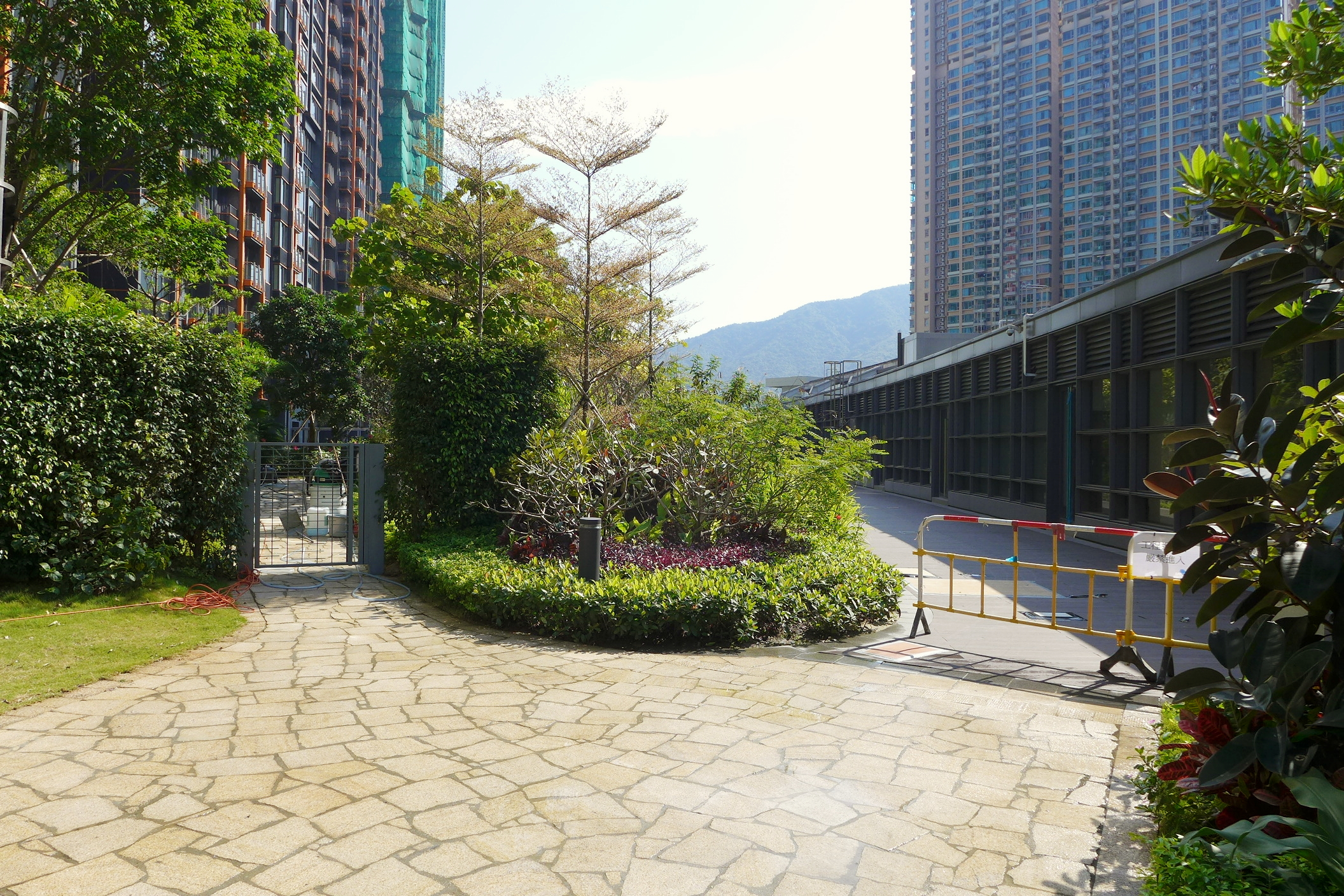
商場二樓原設食肆戶外閒座區及園林範圍供遊人享用，但因住戶擔心保安問題，最終食肆不設戶外閒座區

商場位於港鐵烏溪沙站旁，命名為「迎海薈」(Double Cove Place)。商場樓高2層，佔地10萬平方呎。商場頂層設有蓋通道連接各期及烏溪沙站。商場定位為中檔消費飲食零售，超過一半面積擬作為食肆。目前的租戶包括地下的Market Place by Jasons超市、迎海售樓處、北斗翁火鍋料理、釣魚翁 燒鵝．海鮮飯店、咖啡館「屋子生活」；二樓為759阿信屋、屈臣氏、7-11便利店、La Kaffa、香港達人 HK Diner及Starbucks，其中位於地下1號舖的超市已於2014年5月30日開業。地下部分位置到2021年起分拆為多間小商店。
商場原設食肆戶外閒座區及園林範圍供遊人享用。唯住戶業主因擔心保安問題，商場園林範圍亦加設鐵欄封閉至今，食肆亦不設戶外閒座區。
商場採用由其士安裝的東芝升降機及扶手電梯。

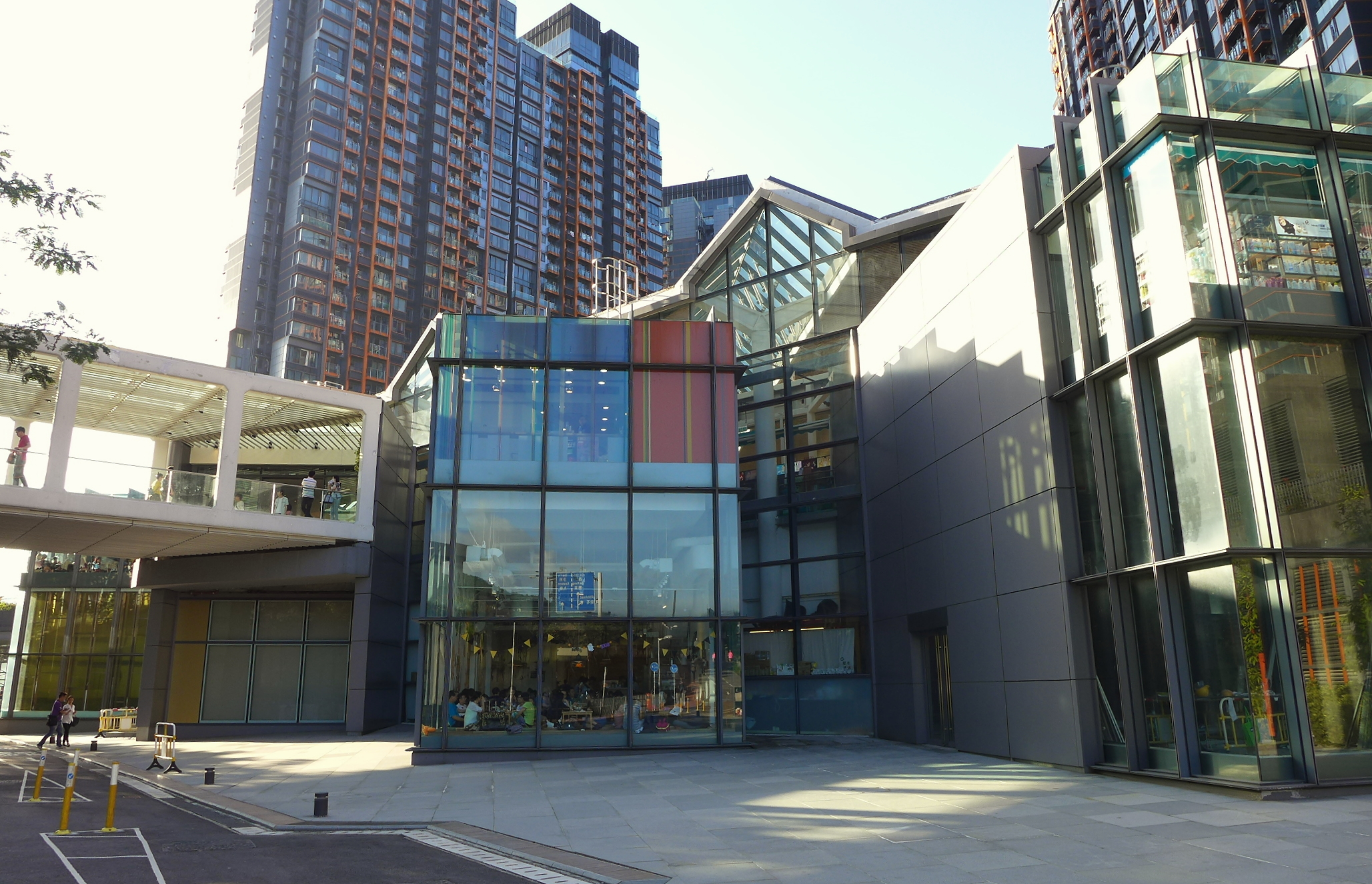
迎海薈外貌
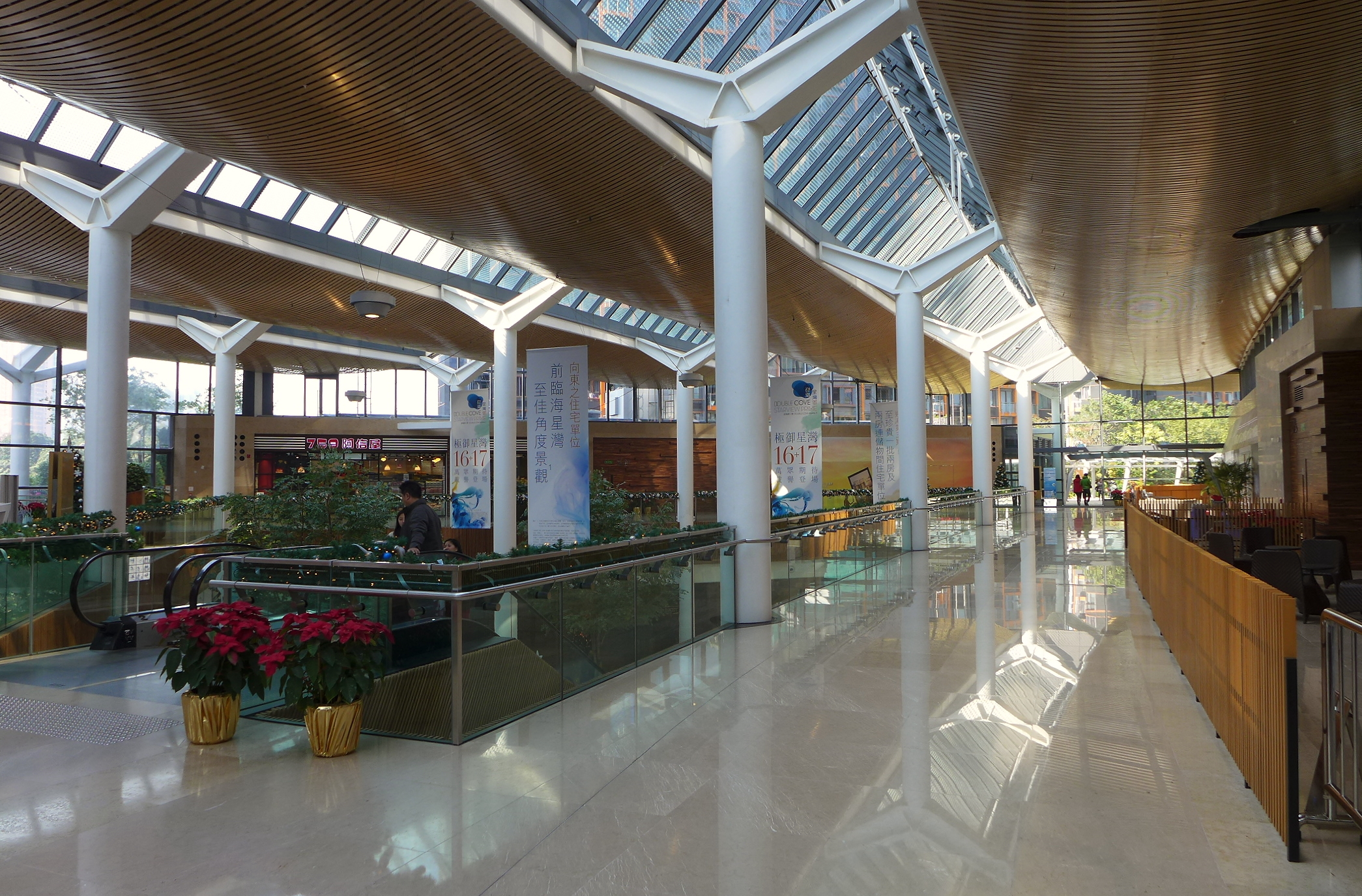
迎海薈二樓
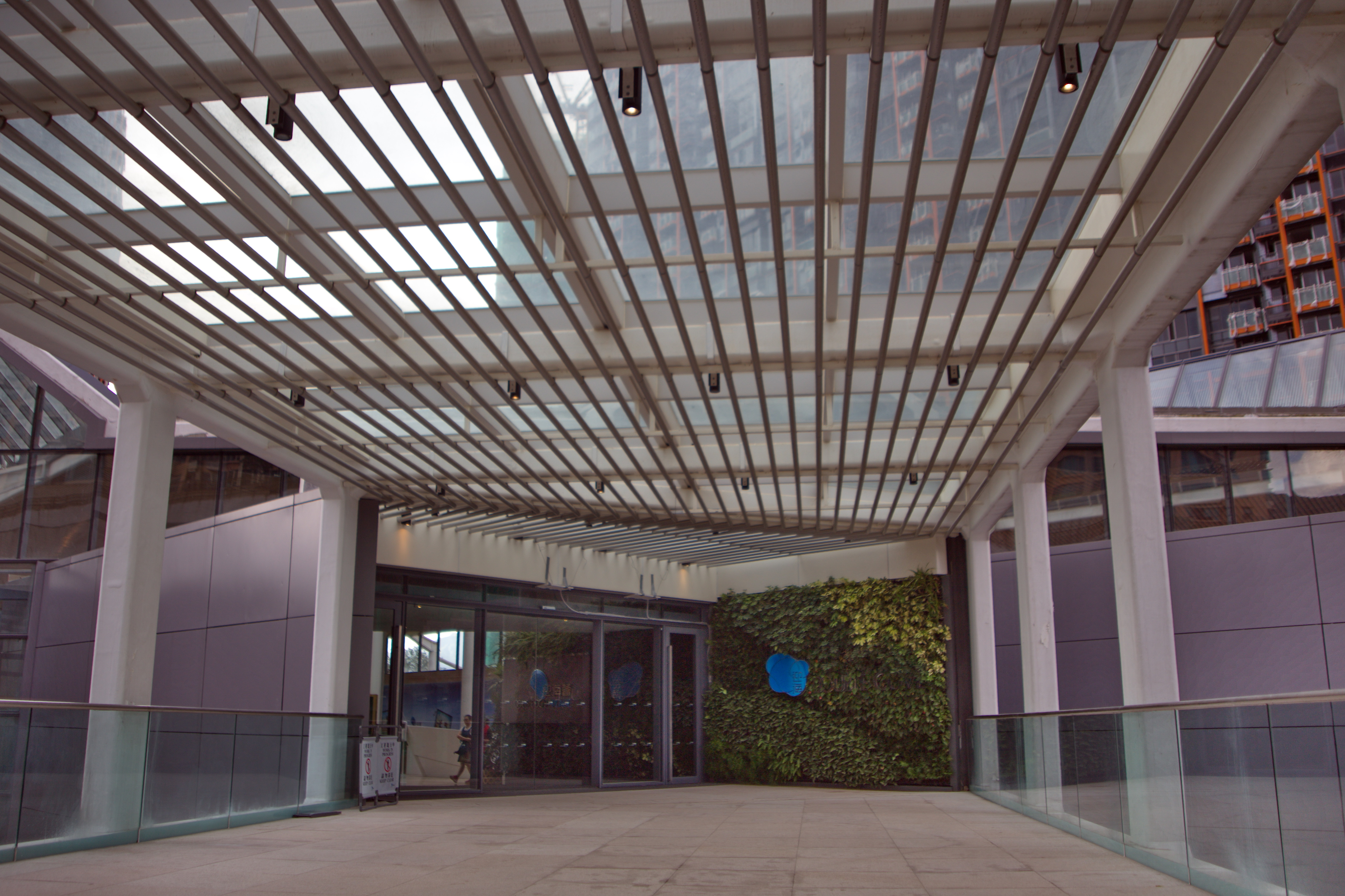
迎海薈連接烏溪沙站的入口
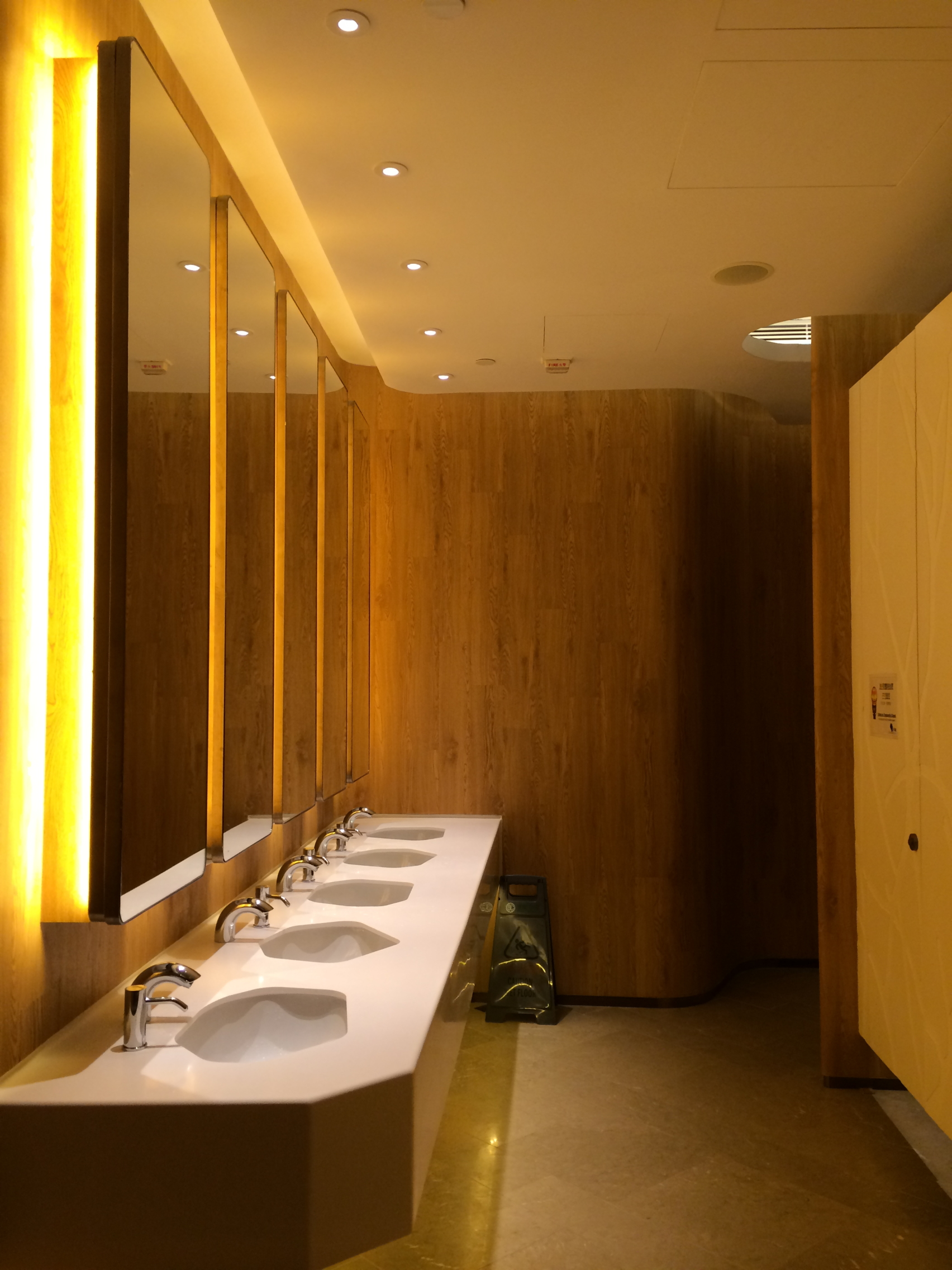
洗手間以木作主調
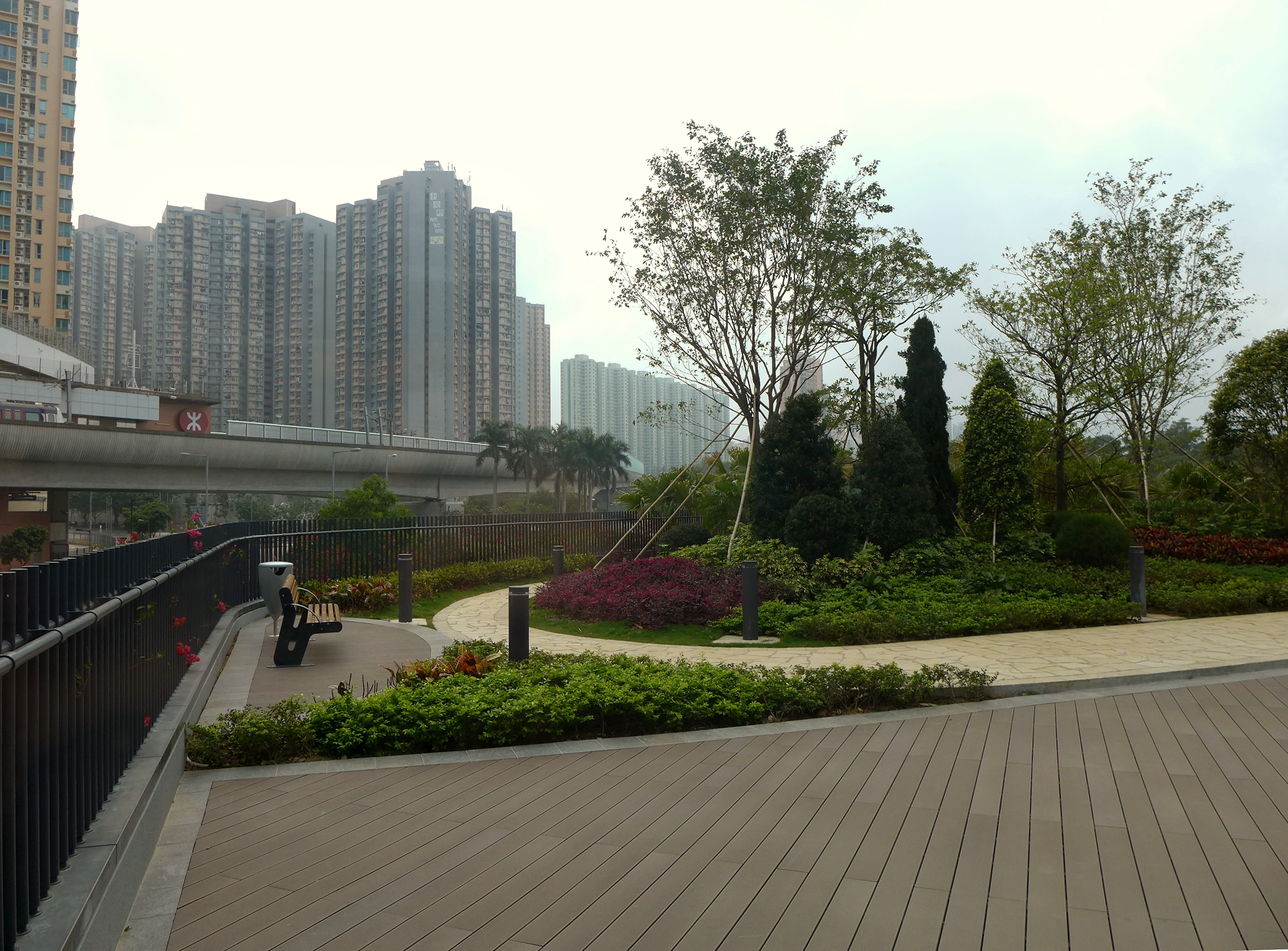
未圍封前的園林範圍 (2014年3月)

## 意外
2014年8月14日下午2時許，一名工人在迎海地盤工作期間，被一枝由高處墮下的鐵通，擊中頭部重傷昏迷。由救護車送到威爾斯醫院後，證實不治。現場消息指，墮下的鐵通長約六十厘米，直徑約三厘米。警方與勞工處正調查意外原因。
2018年7月9日清晨5時許，一名69歲姓洪男子在7座一處梯間以繩吊頸，陷入昏迷，保安員巡樓發現立即報警。消防員到場將事主解下，證實已氣絕身亡。

## 興建圖片

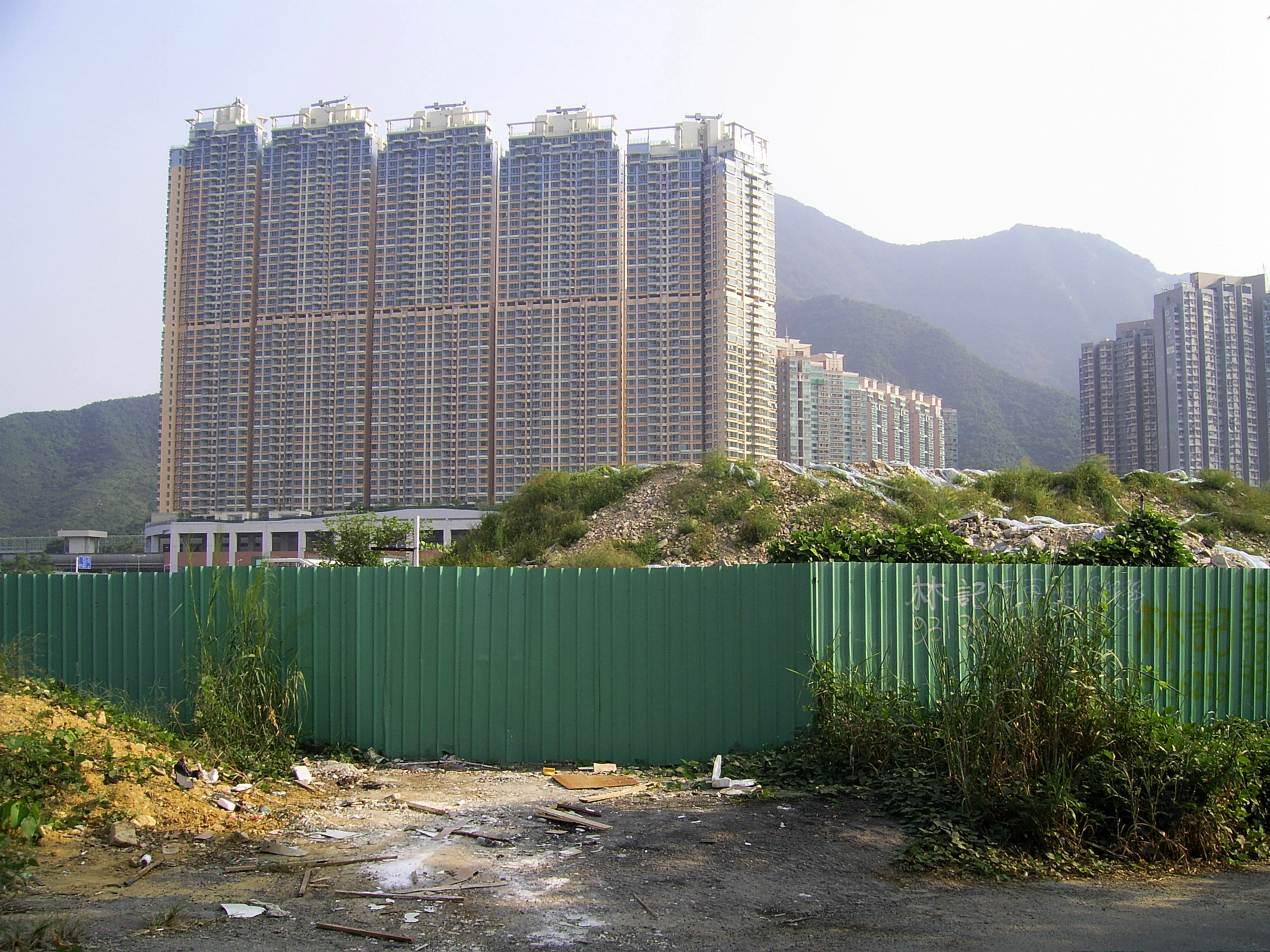
2009年10月
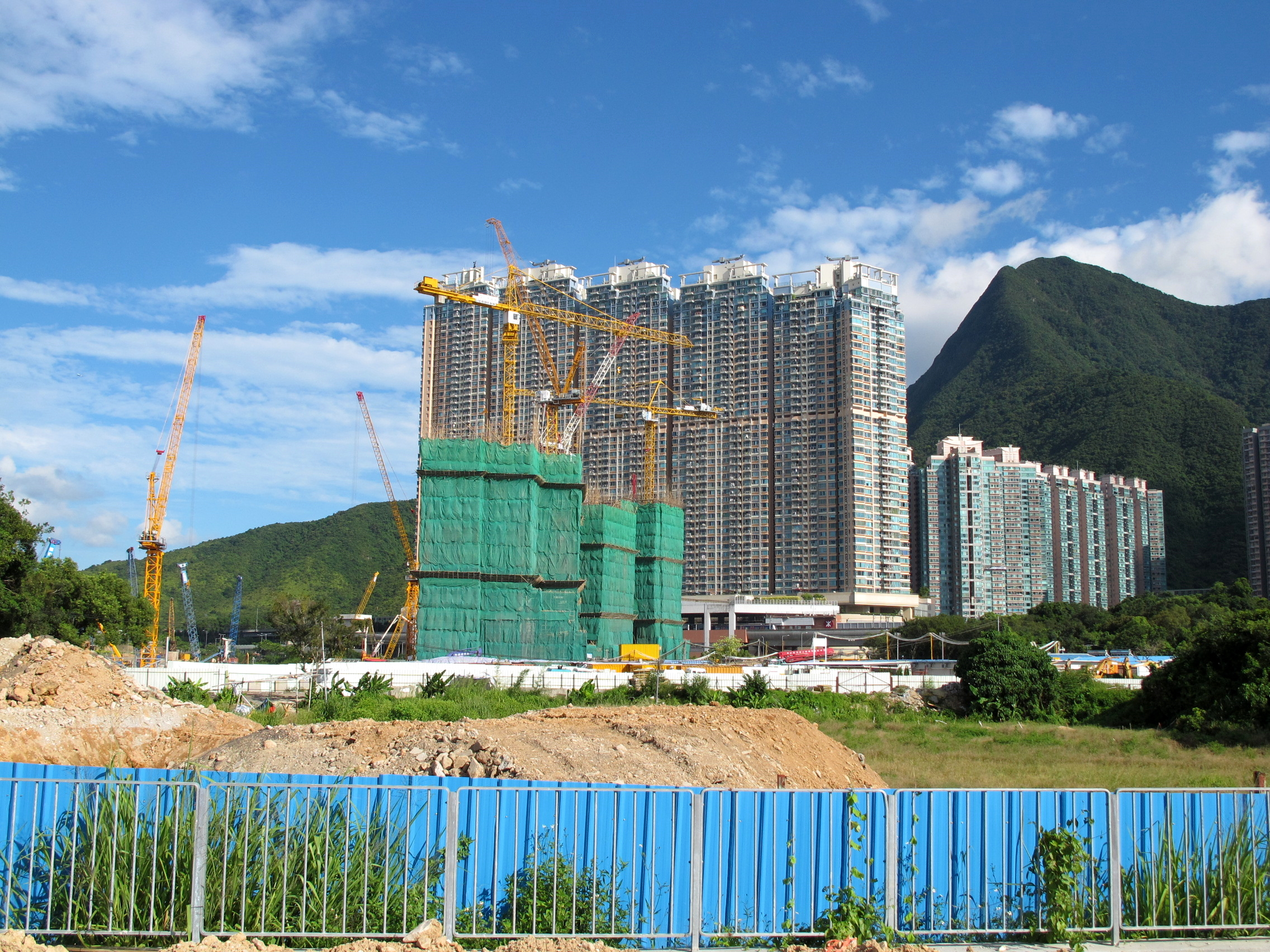
2011年8月
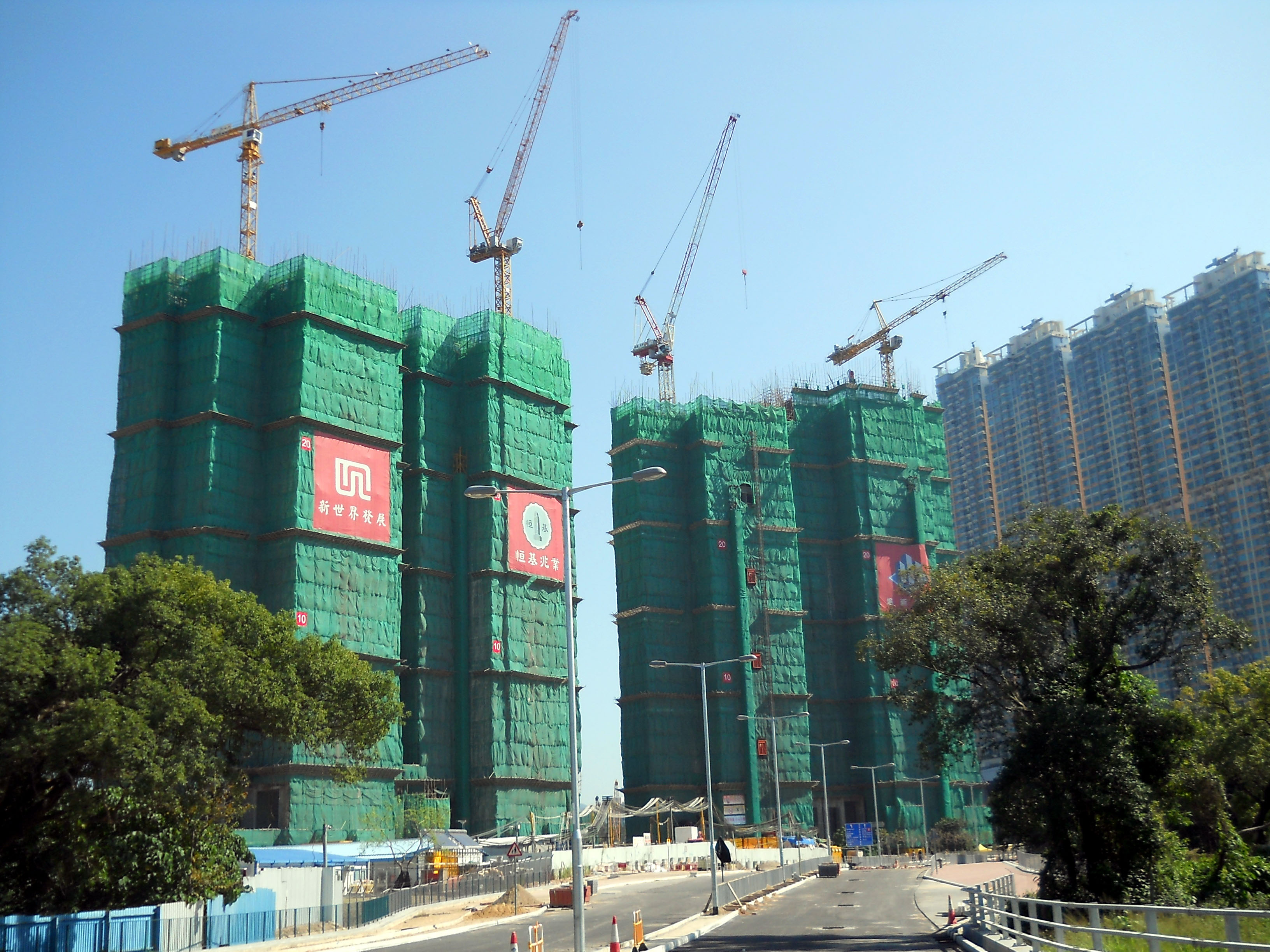
2011年11月
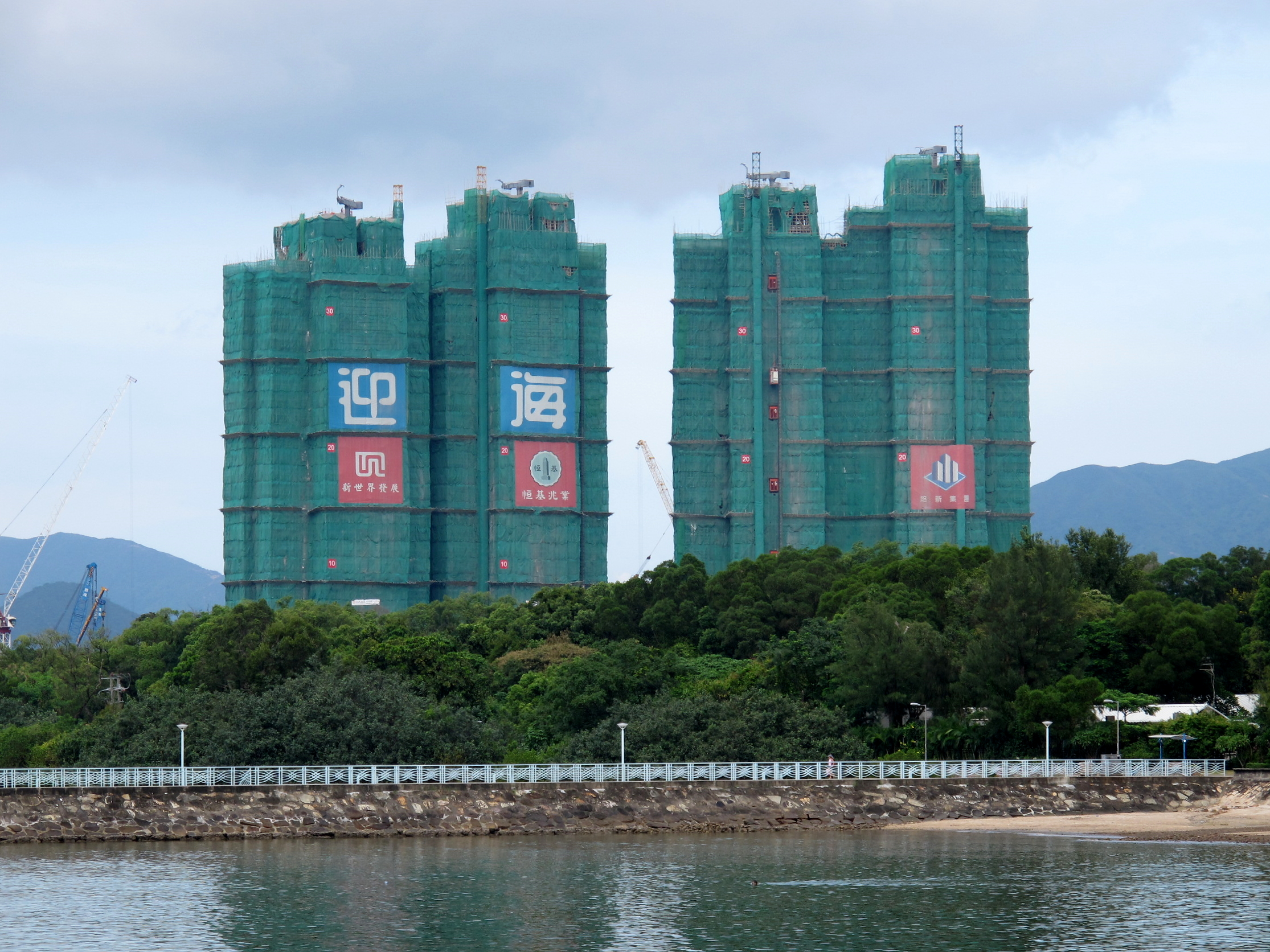
2012年8月
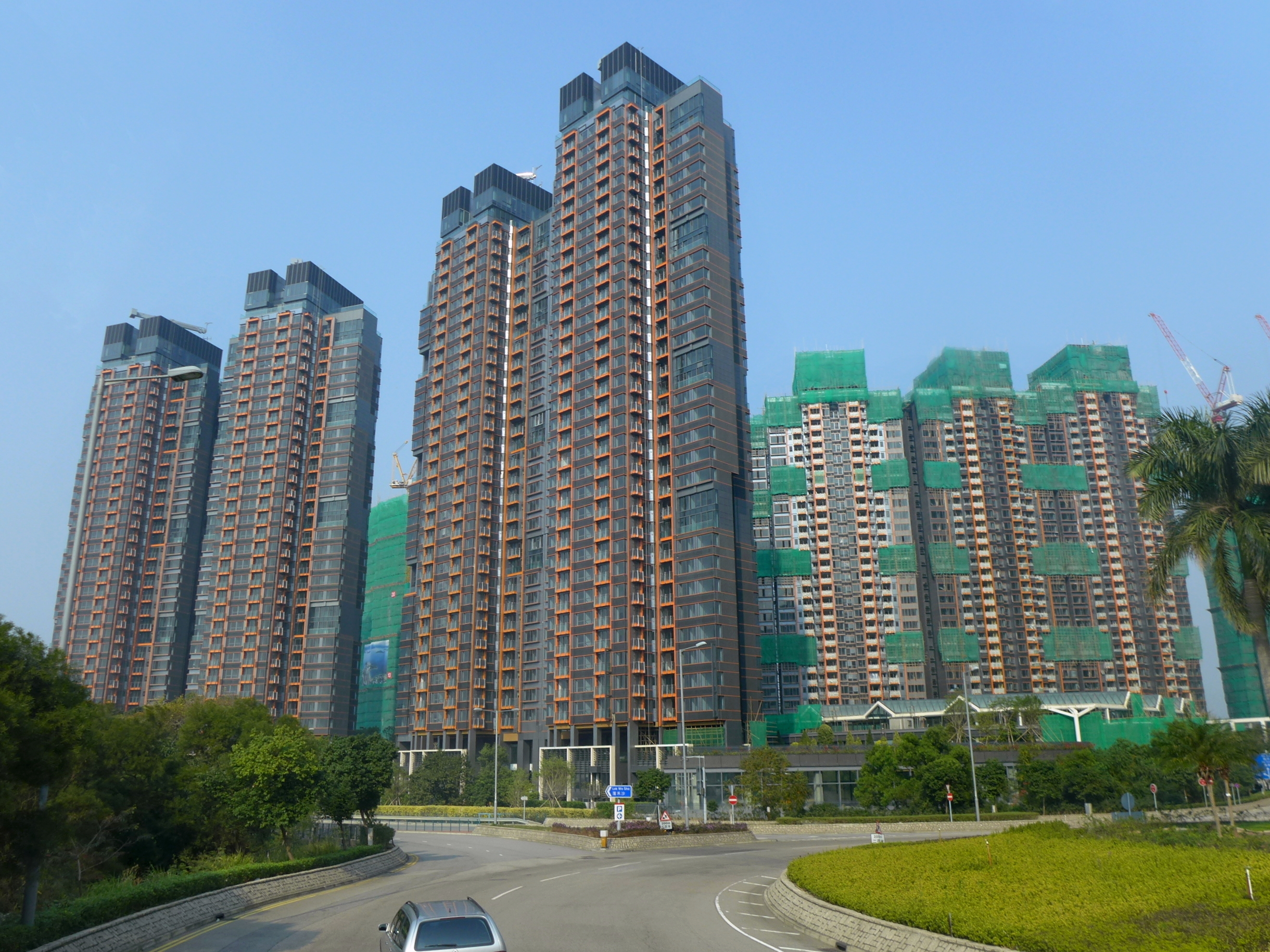
2014年1月
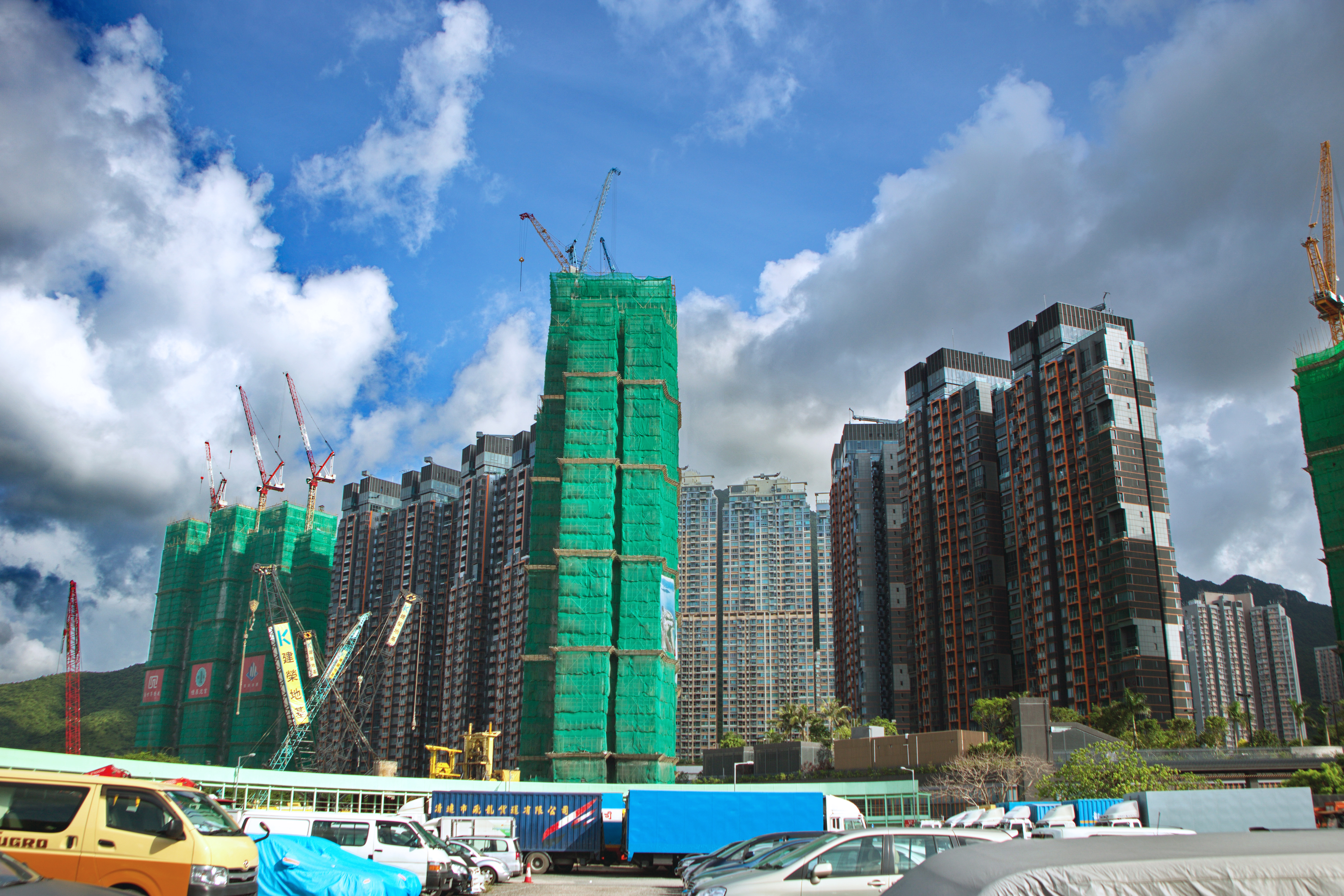
2014年6月
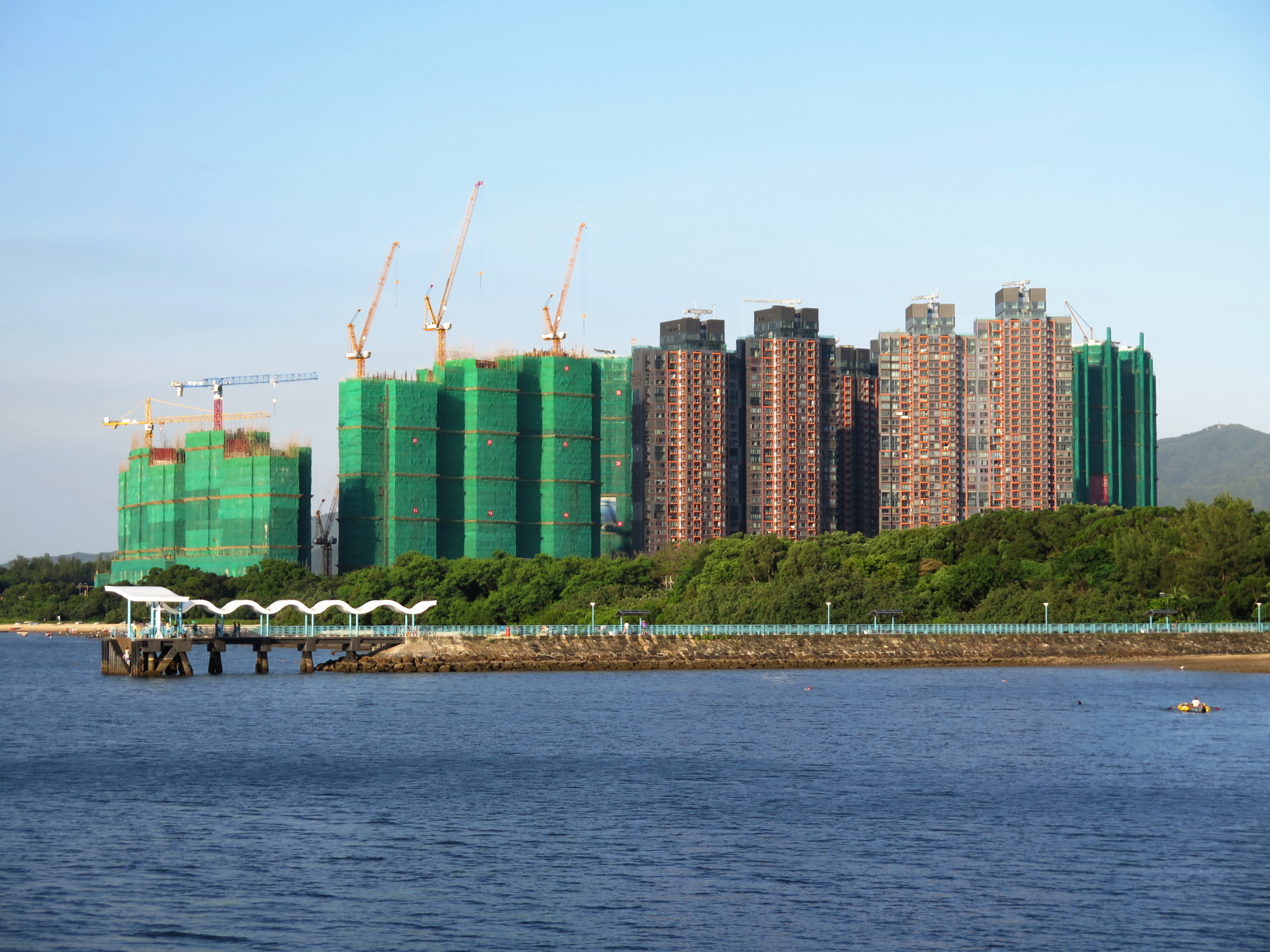
2014年8月
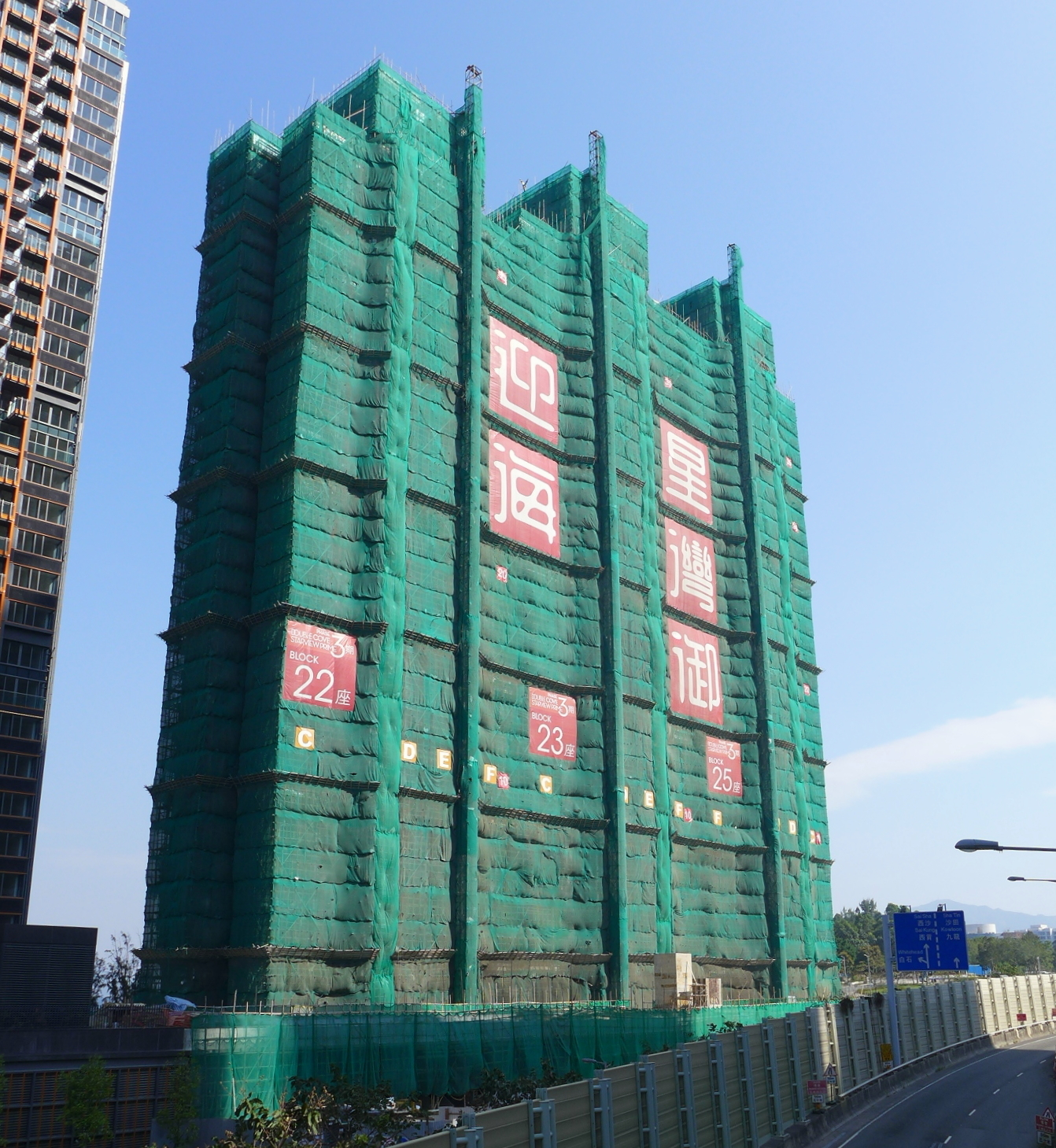
2014年12月
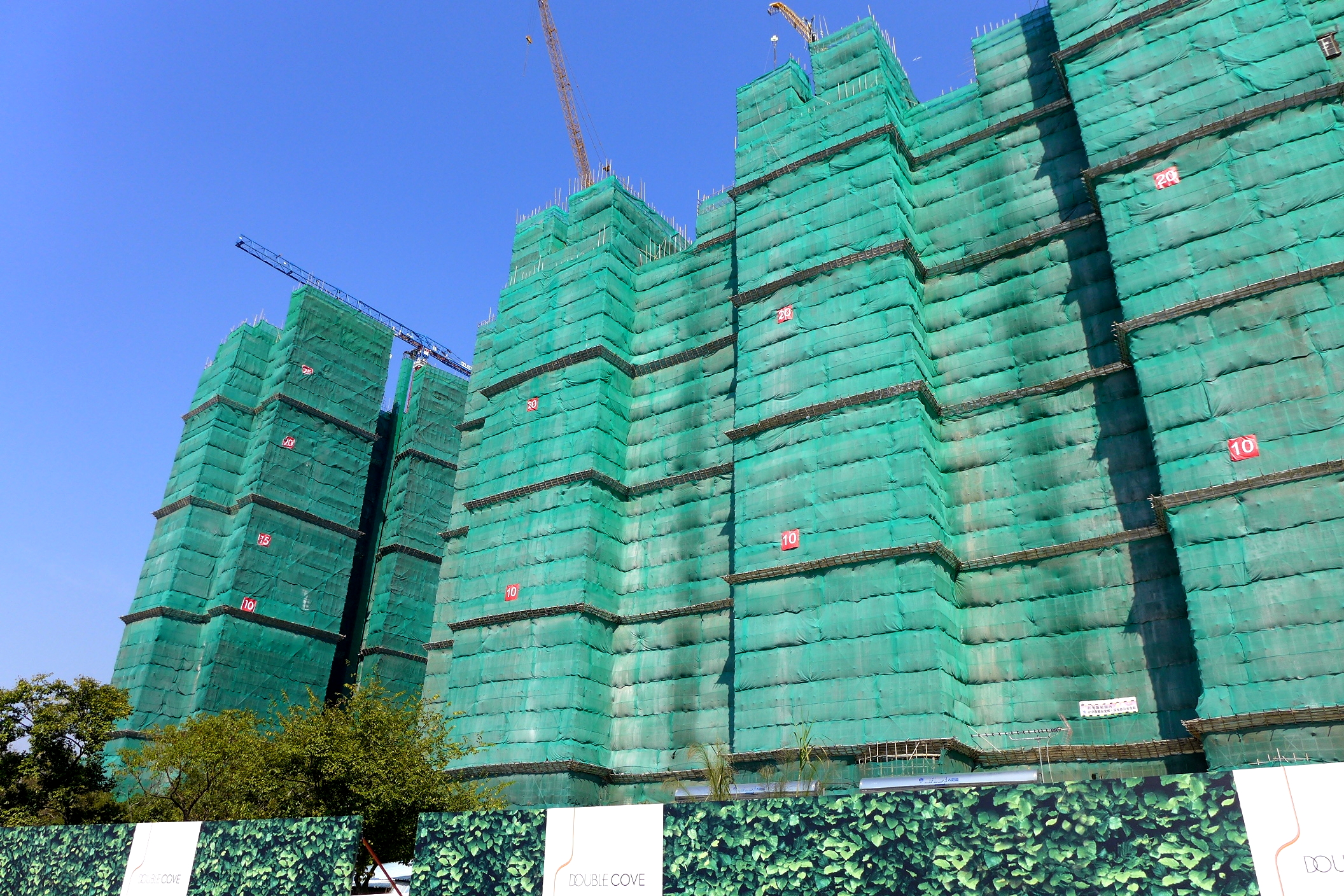
2014年12月
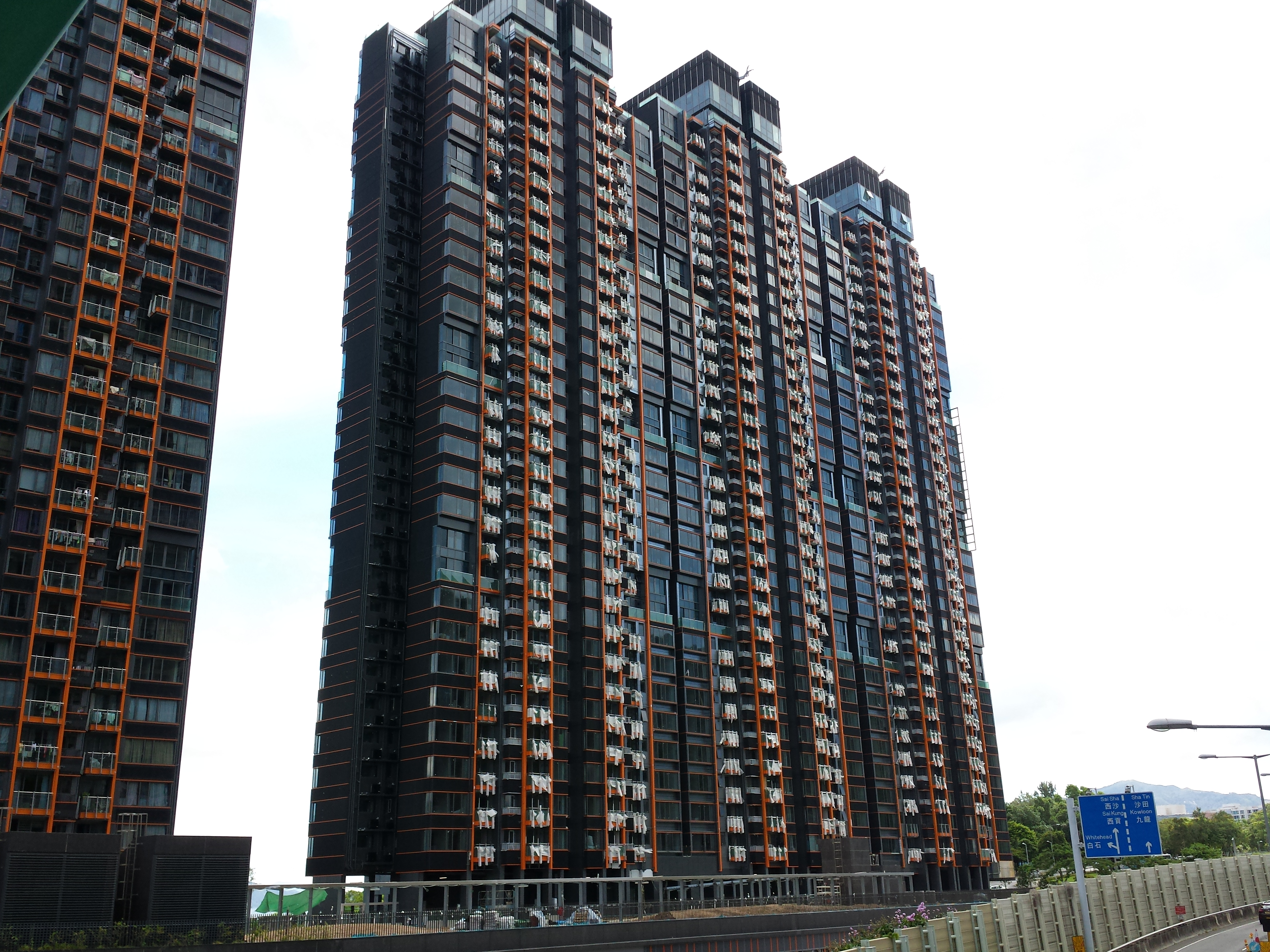
2015年8月
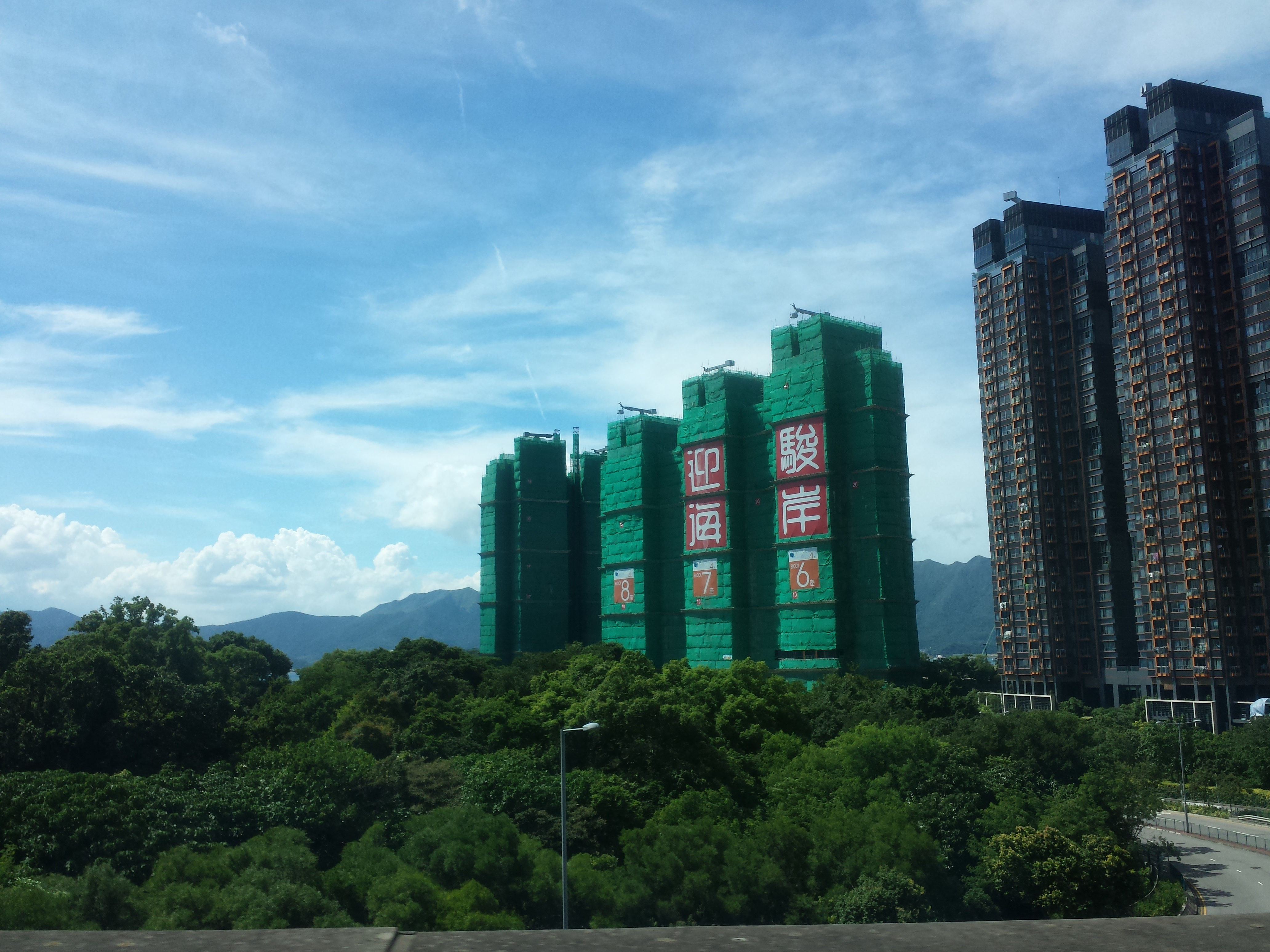
2015年8月
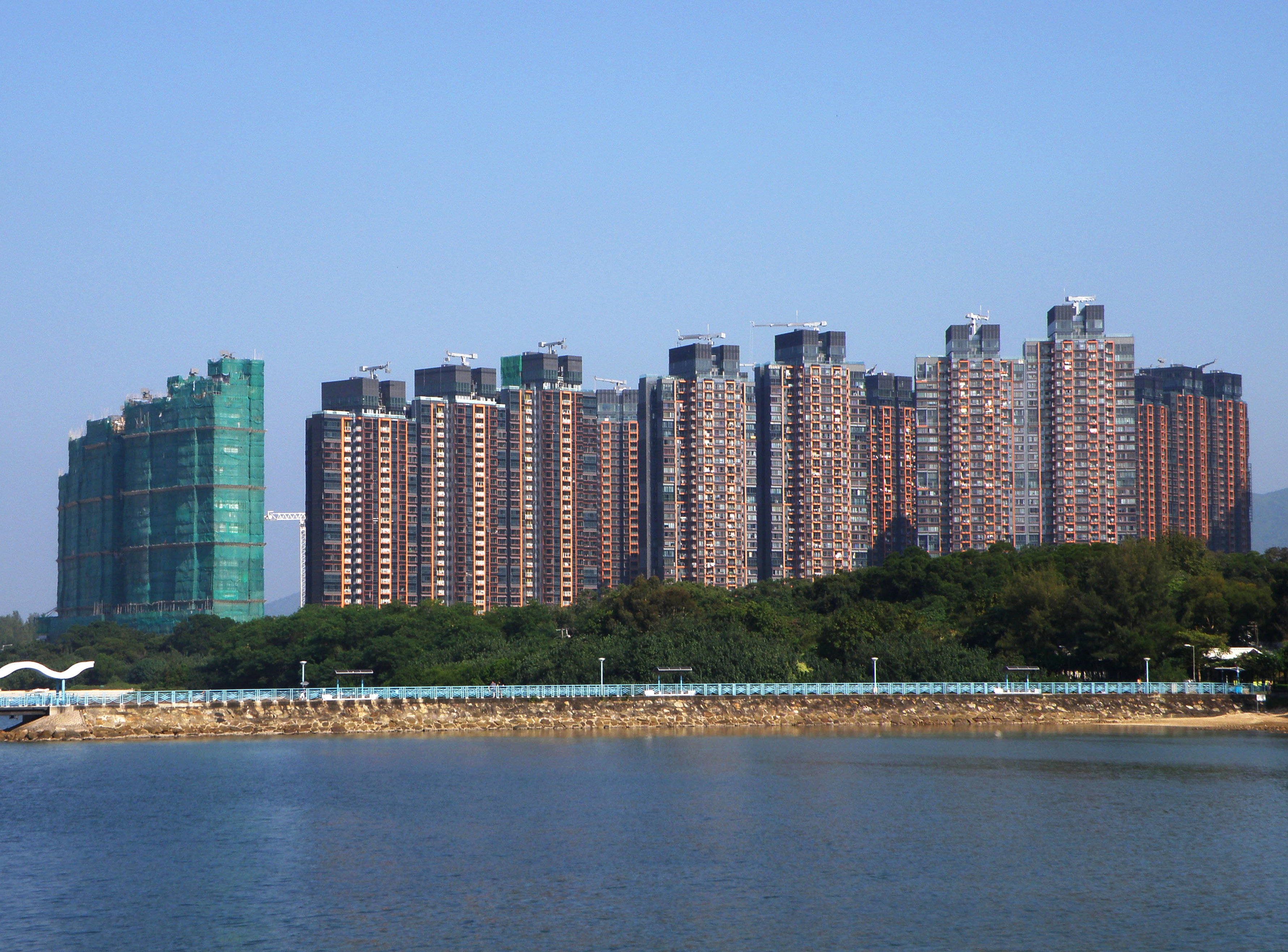
2015年11月

## 外部連結
- 迎海 Double Cove 新聞
- 迎海 Double Cove 官方網站 （页面存档备份，存于）
- 迎海 Double Cove 業主討論區[永久]